# Flavio Manzoni

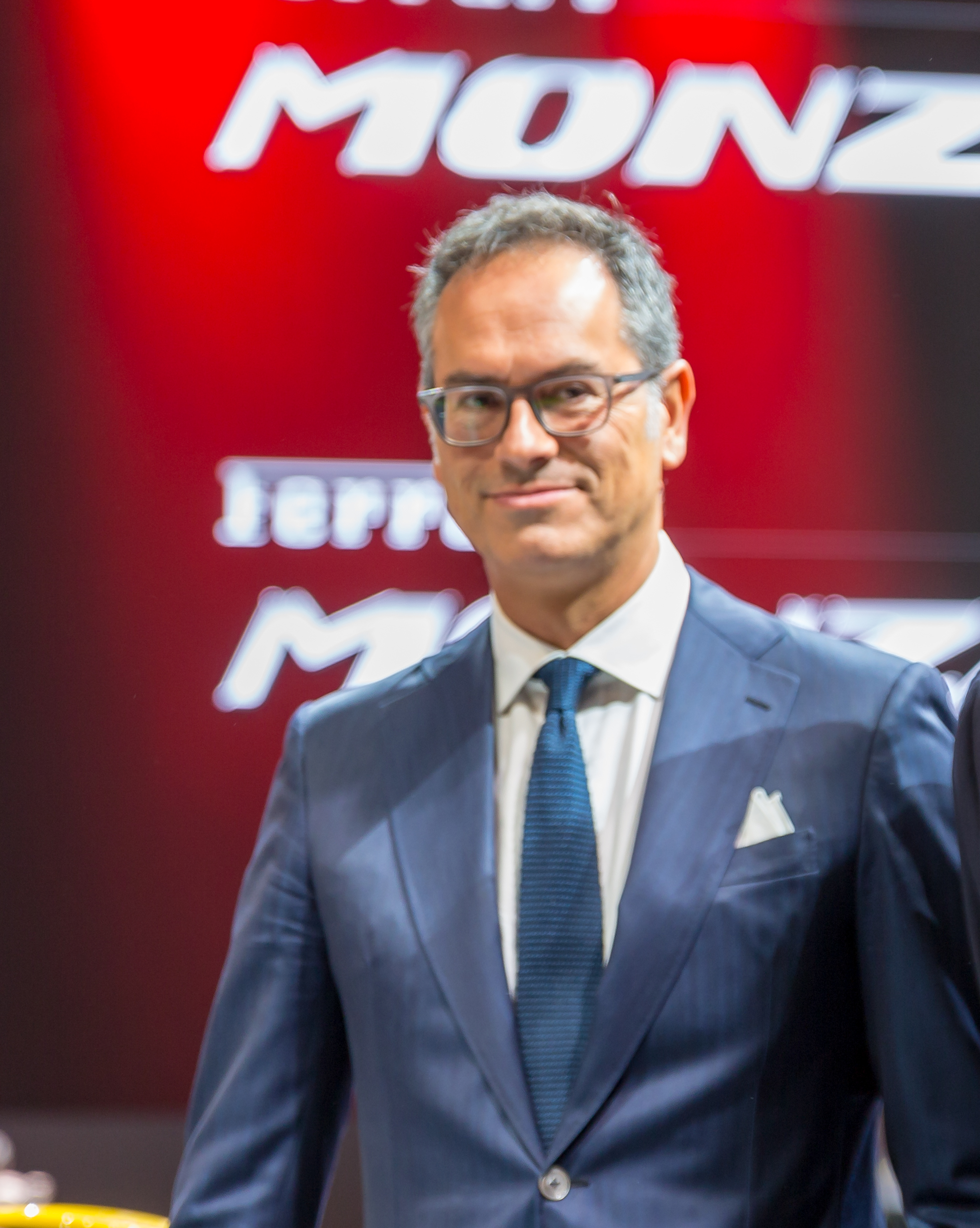
Flavio Manzoni, Paris Motor Show, 2018

Flavio Manzoni (Nuoro, 7 de enero de 1965) es un diseñador y arquitecto italiano.
Desde enero de 2010 ocupa el cargo de Director de Diseño de Ferrari, donde ha liderado la creación de muchos modelos de Ferrari, incluido el LaFerrari. Entre sus proyectos más famosos, podemos mencionar:
- El F12berlinetta, creado en colaboración con Pininfarina y el Ferrari Style Centre, le valió el Compasso d'Oro en 2014.
- El FXX K, que recibió el Compasso d'Oro en 2016.
- El Monza SP1, galardonado con el Compasso d'Oro en 2020.
- El Ferrari J50, por el que recibió una mención honorífica de ADI en 2018.
- El Ferrari 12Clindri, Compasso d'Oro en 2024.[1]

Creó (junto con Alberto Dilillo) el concepto Lancia Fulvia Coupé presentado en el Salón del Automóvil de Frankfurt en 2003[1], para los automóviles Lancia Ypsilon y Lancia Musa que ganaron el "European Automotive Design Award", y fue el director creativo

## Biografía
Durante sus años de estudiante universitario, tiene sus primeros acercamientos con el mundo del diseño automovilístico al colaborar con la revista Auto realizando bocetos de fantasía de coches que estaban próximos a ser lanzados al mercado. En 1993, luego de graduarse en la carrera de arquitectura con una especialización en diseño industrial, ingresó al Centro Stile Lancia y tres años después se convirtió en jefe de diseño interior. Se ocupó de varios proyecto, incluyendo el diseño interior del concepto Lancia Dialogos y el Maserati 3200 GT. Tres años después, en 1999, se traslada a Barcelona para trabajar en SEAT, convirtiéndose también en este caso en jefe de diseño interior. Mientras ocupó este cargo, diseñó el interior de dos modelos en producción, SEAT Altea y SEAT Leon, y también trabajó en los prototipos Salsa emoción y Tango.

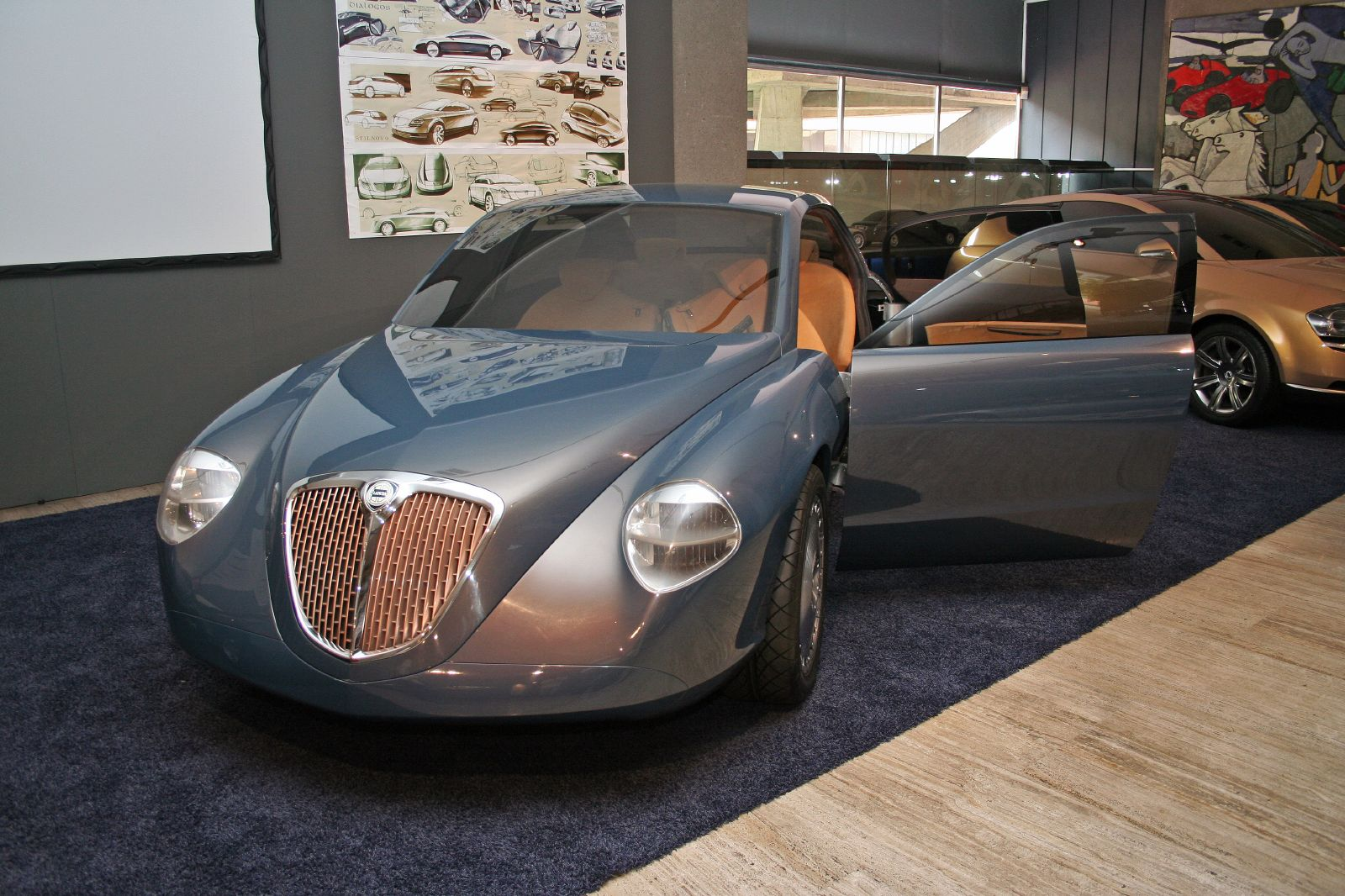
Lancia Dialogos
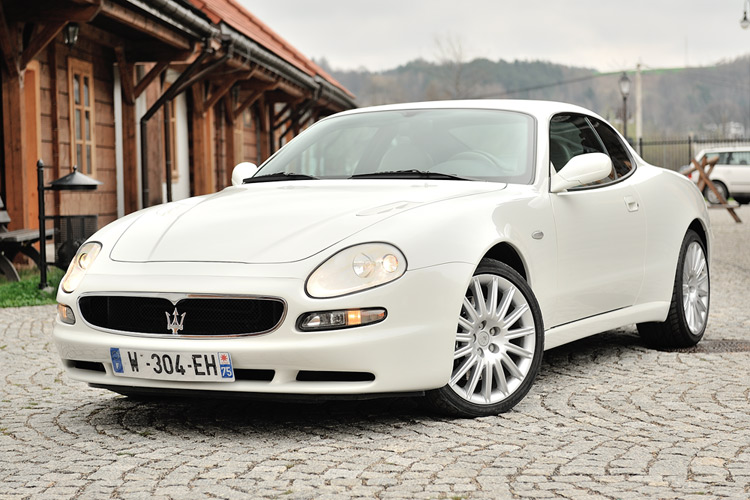
Maserati 3200 GT
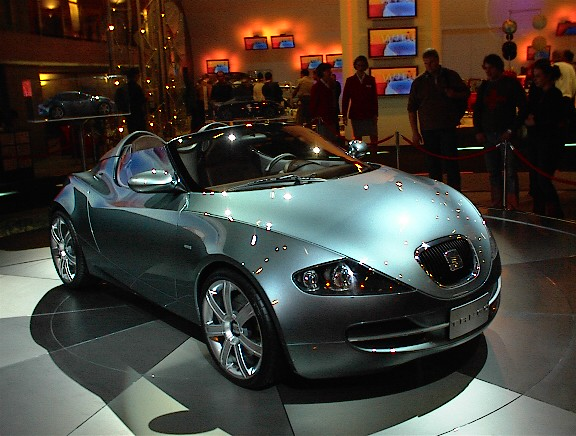
SEAT Tango
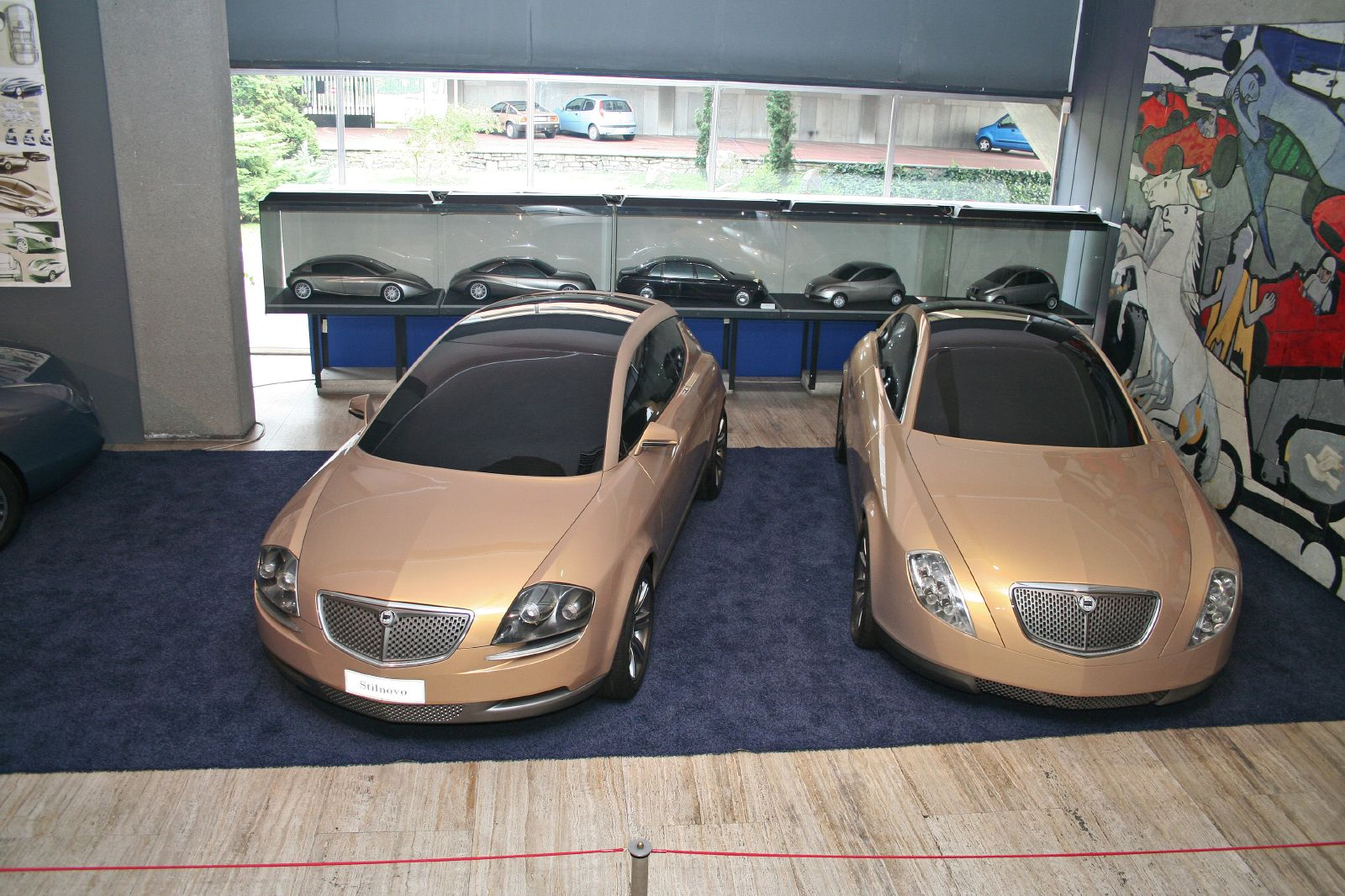
Concept Lancia Stilnovo et Lancia Granturismo Stilnovo
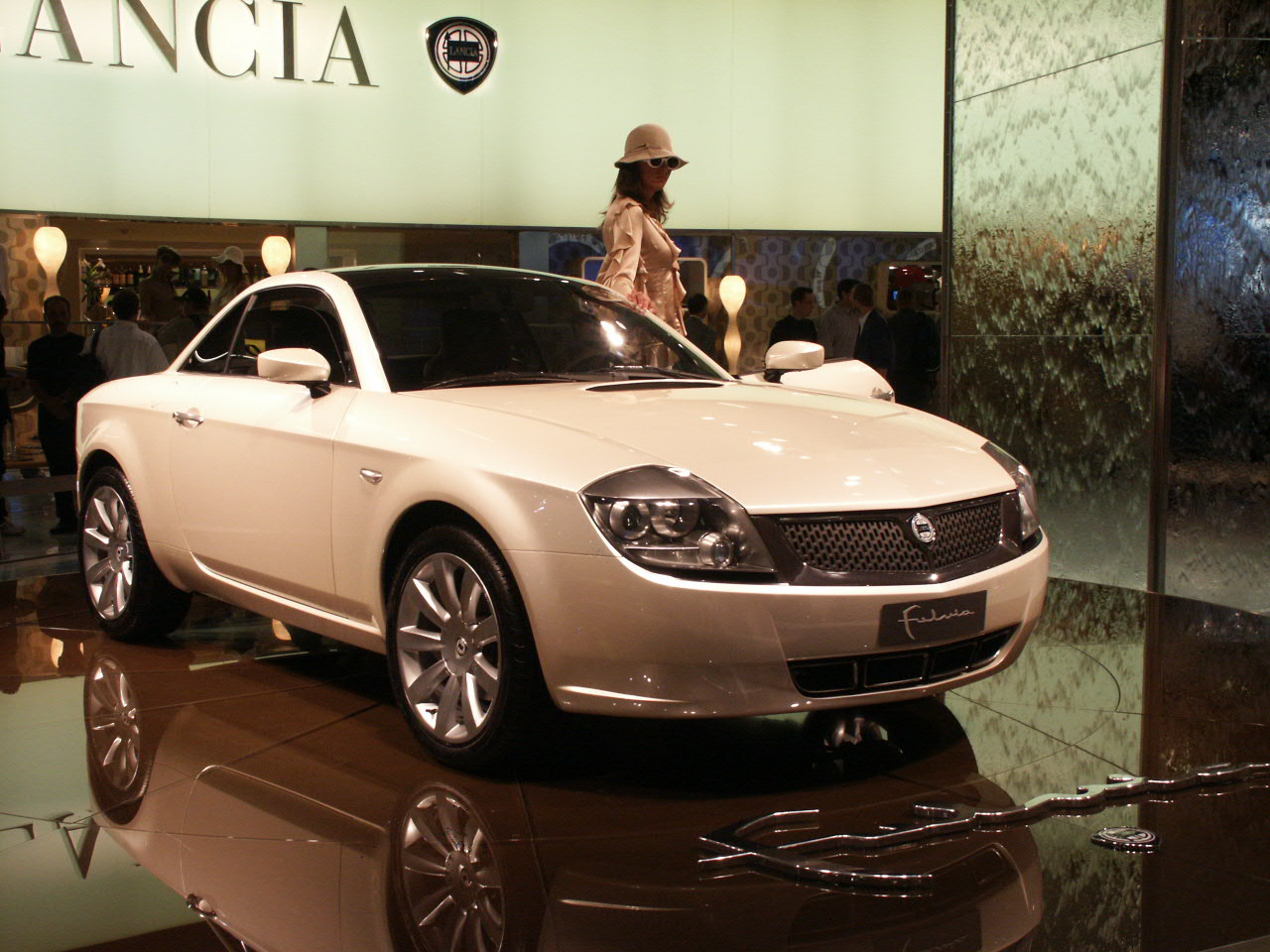
Concept car Lancia Fulvia Coupé

Regresa a Lancia en 2001 y comienza a trabajar en una serie de conceptos y ejercicios de estilo como la Granturismo, la Stilnovo y la Lancia Fulvia cupé. Luego también se encarga del diseño interior de los automóviles Lancia Ypsilon y Lancia Musa.

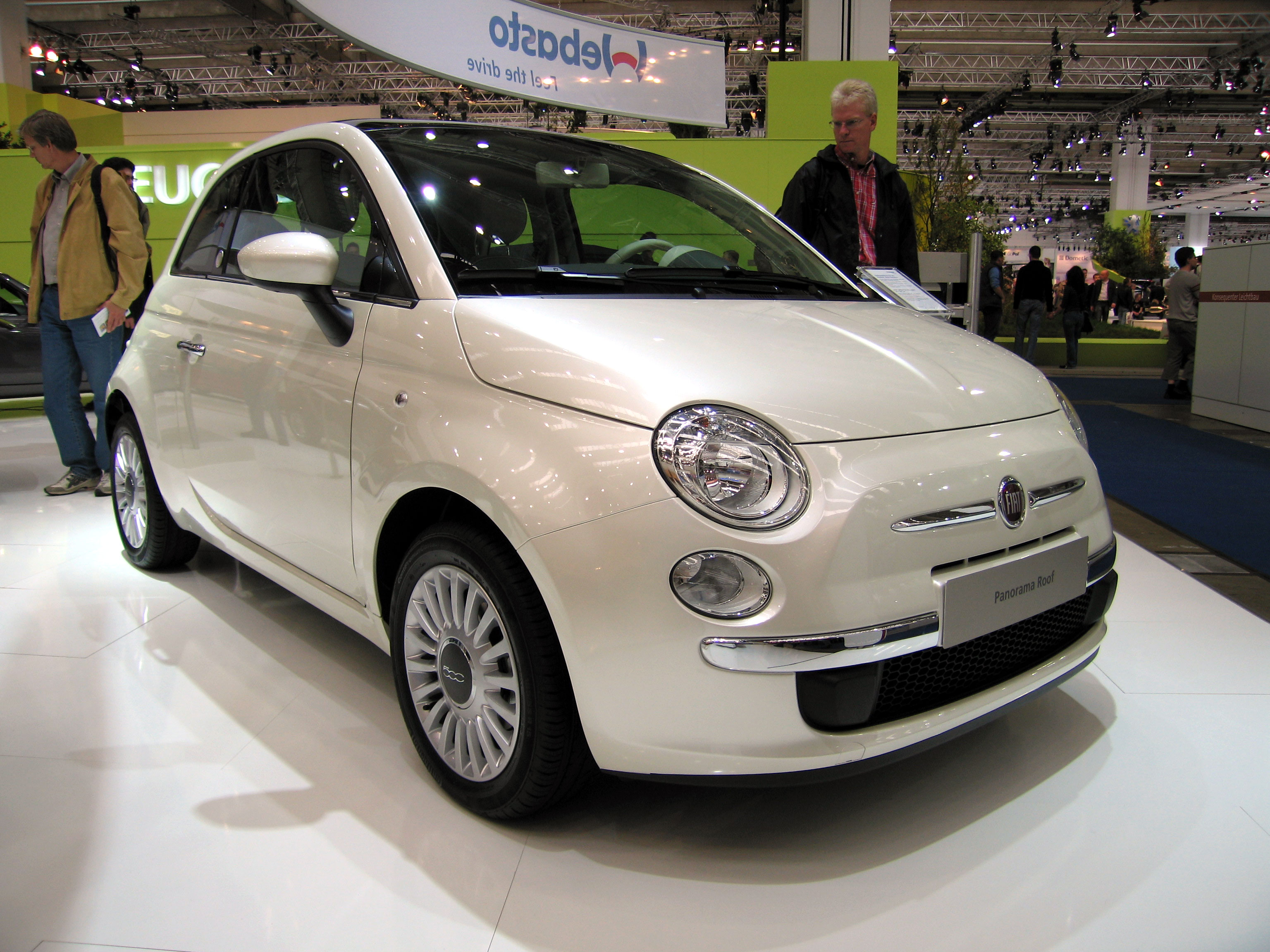
Fiat 500 (2007)
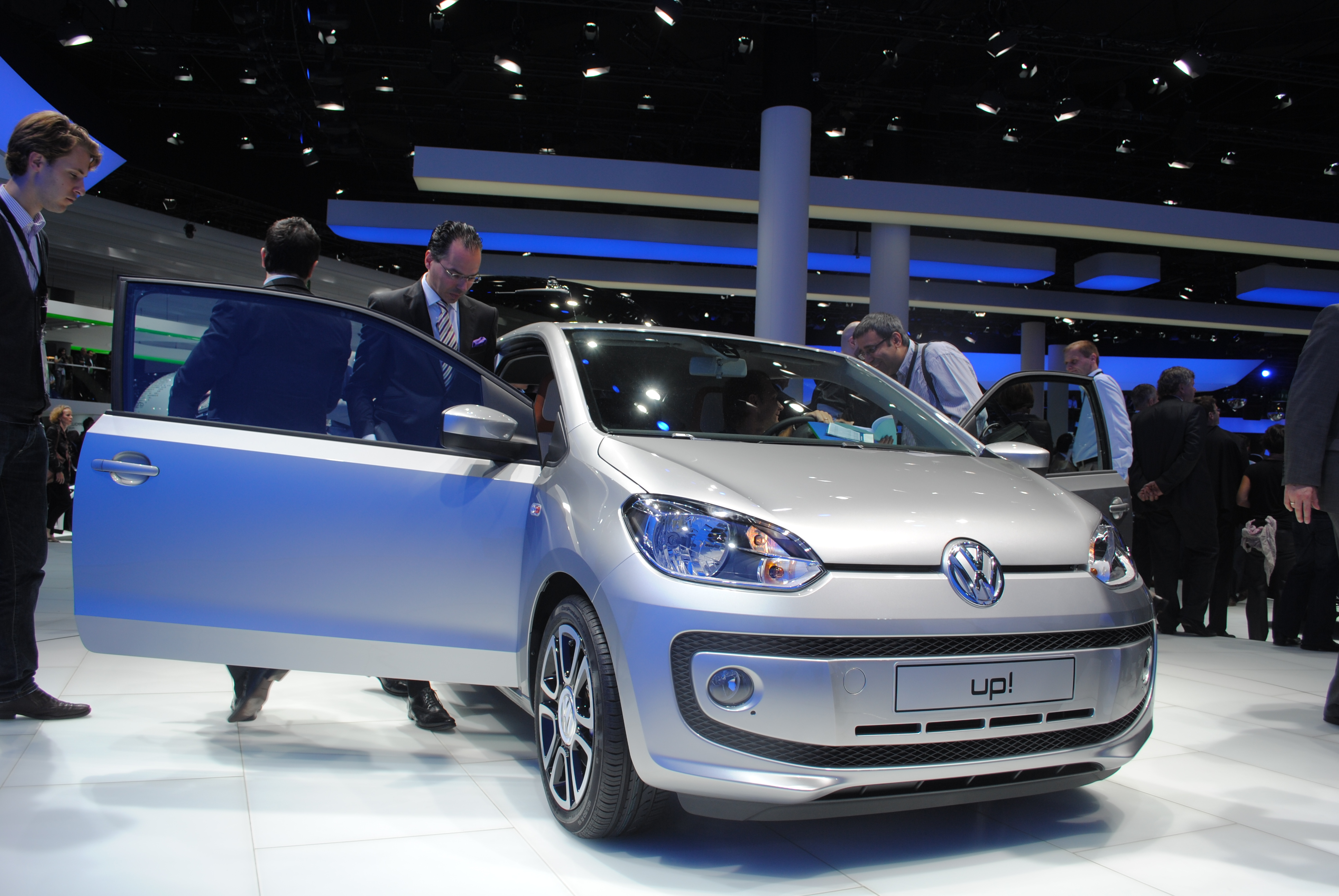
Volkswagen up!
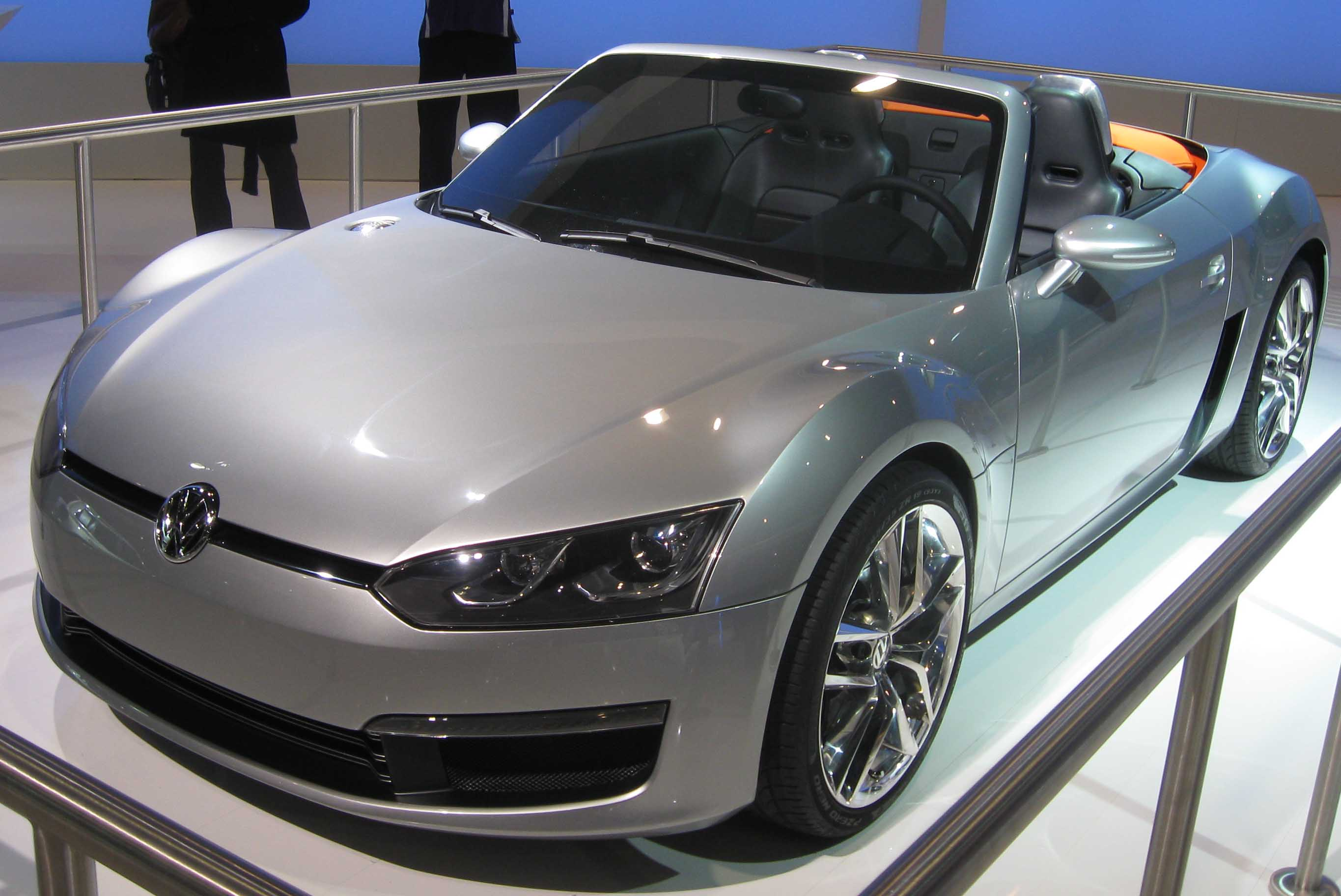
Volkswagen BlueSport Concept
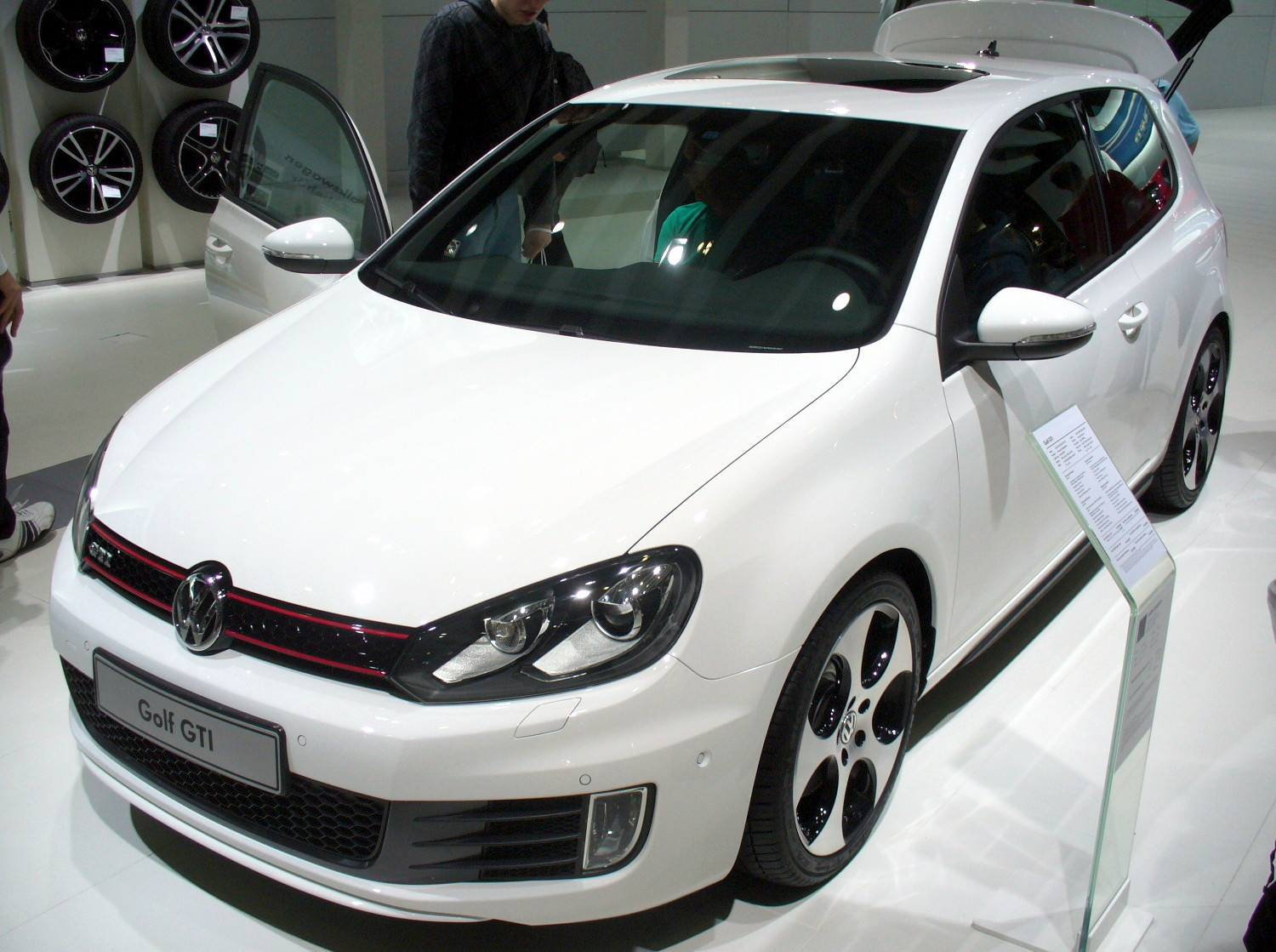
Volkswagen Golf VI
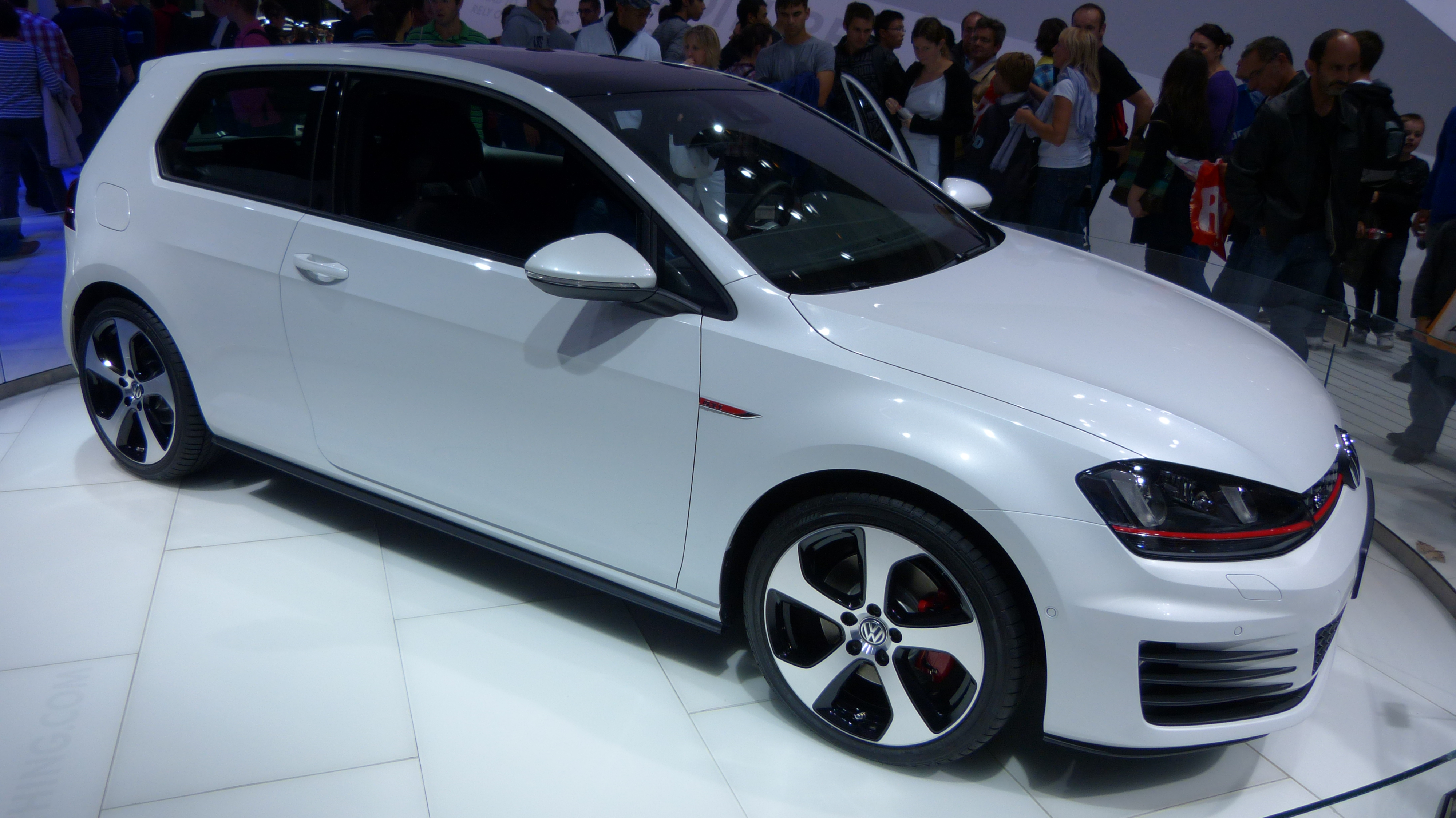
Volkswagen Golf VII

En 2004 fue nombrado director de Centro Stile Fiat, Lancia y Fiat LCV, involucrándose principalmente del desarrollo de la producción del Fiat Grande Punto y participando también en la producción de otros automóviles de la marca como el nuevo 500, el nuevo Bravo y el Qubo).
En 2006, junto con otros autores, escribió el libro “L’automobile italiana” ("El automóvil italiano") publicado por Giunti. En el mismo año se trasladó al grupo Volkswagen e ingresa a Audi posteriormente, en febrero de 2007, convirtiéndose en el director artístico del polo "norte" del centro de estilo del grupo Volkswagen. Dentro del nuevo grupo, el diseñador italiano comienza a trabajar en la nueva imagen de las marcas Volkswagen, Skoda, Bentley y Bugatti. Diseña el concepto Up!, seguido por el modelo Scirocco y el reciente rediseño del Volkswagen Golf, llamado Golf VI, presentando una vista previa en la versión  "Plus" en el Salón del Automóvil de Bolonia de 2008. También en 2007 se convierte en miembro del jurado del iF Product Design Award.

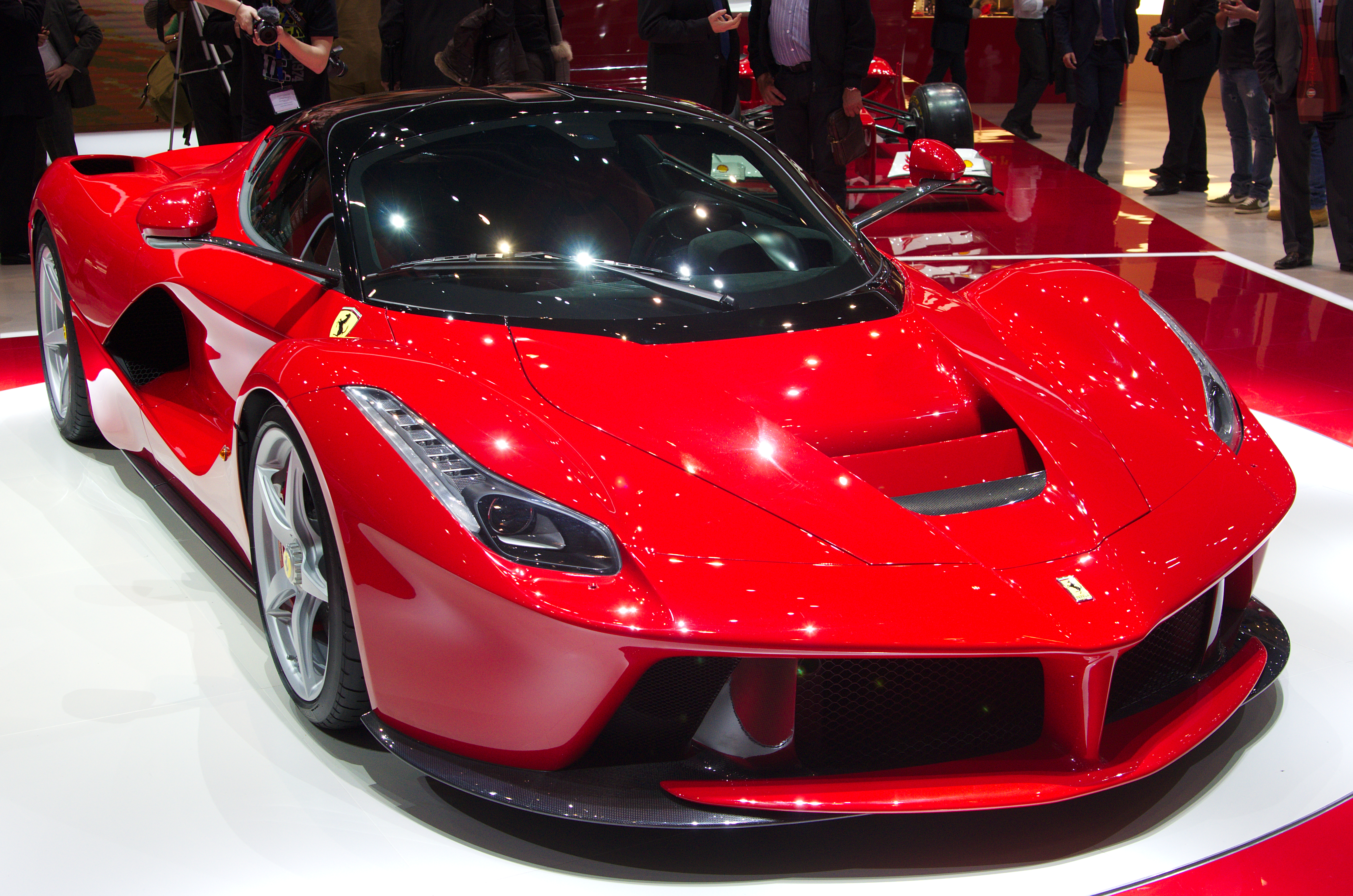
LaFerrari, la creación más importante de Flavio Manzoni.

El 12 de enero de 2010 empieza a trabajar en Ferrari como director de diseño, sustituyendo a Donato Coco, crear un Style Center interno, completo y autónomo por primera vez en la historia de la marca.. El primer automóvil producido bajo su liderazgo fue el Ferrari FF. Presentó en el Salón del Automóvil de París 2010 el roadster Ferrari SA Aperta. En 2012 presentó en el Salón del Automóvil de Ginebra el Ferrari F12berlinetta, sucesor del Ferrari 599 GTB Fiorano y primer Ferrari desarrollado en Centro Stile Ferrari en colaboración con Pininfarina. Con el F12berlinetta ganó el Auto Bild Design Award 2012, como el coche más bonito de Europa, y el Golden Steering Wheel. En 2013 crea con el centro de diseño de la fábrica de Ferrari en Maranello al sucedor del Ferrari Enzo: LaFerrari. Ha supervisado el rediseño del Ferrari 458 Speciale, haciéndolo más ligero y aerodinámico.
En 2011 Flavio Manzoni fue incluido en el Salón de la Fama del diseño automovilístico en el Museo Nazionale dell'Automobile (Museo Nacional del Automóvil) en Turín, Italia.

En mayo de 2014 recibió el premio Compasso d'Oro a nombre de Ferrari.  Este es el reconocimiento más antiguo en el campo del diseño industrial, que premia a la combinación perfecta de tecnología y diseño del Ferrari F12 Berlinetta.

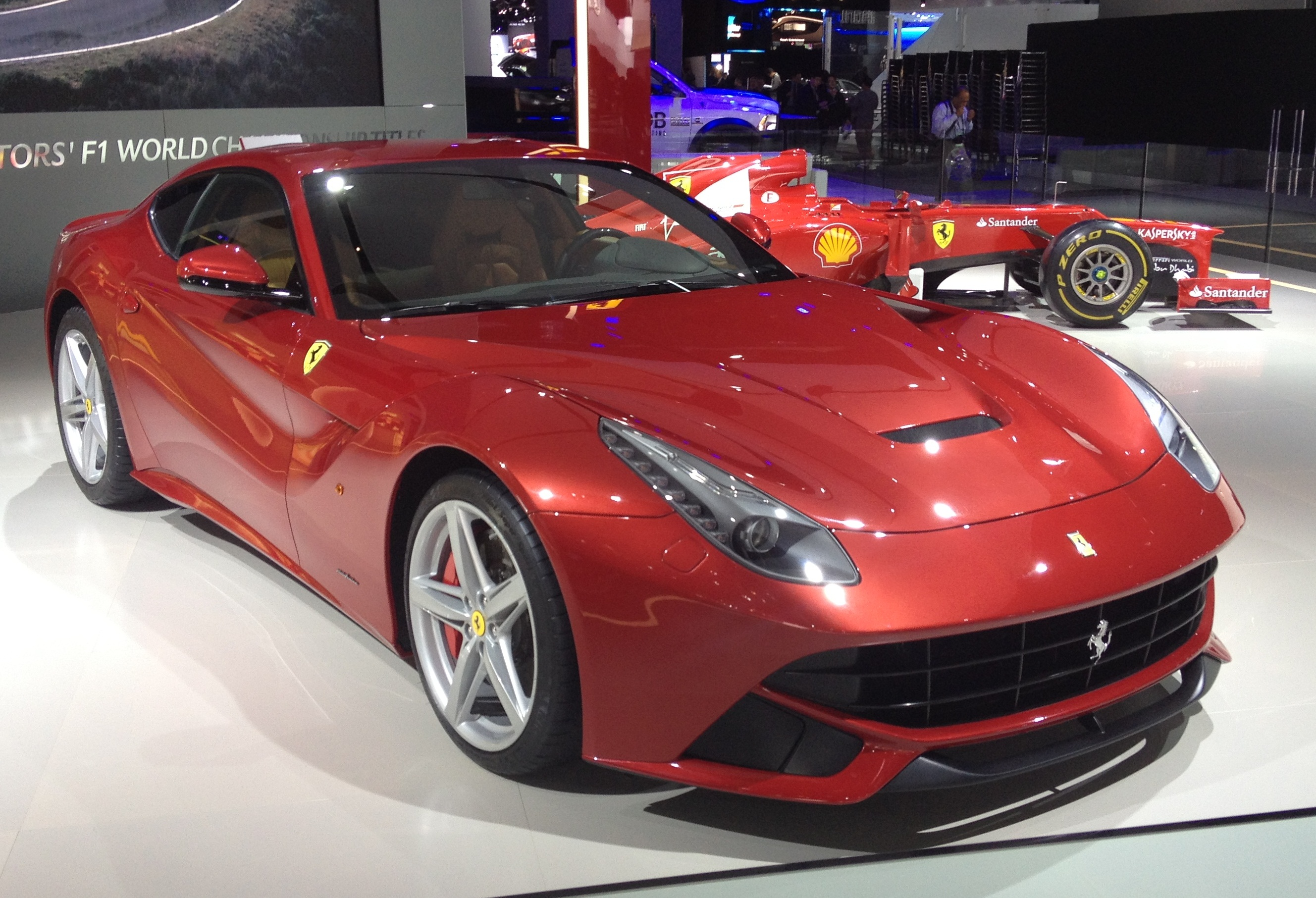
Ferrari F12berlinetta

En diciembre de 2014, en el circuito de Yas Marina en Abu Dhabi  (EAU), fue presentado el FXX K, el Ferrari más poderosos de todos los tiempos, basado en la arquitectura del primer híbrido de Maranello, LaFerrari, pero es en realidad un automóvil completamente nuevo, incluso en el diseño, supervisado personalmente por el director del centro de diseño de Ferrari, Flavio Manzoni.
En diciembre de 2016, el Ferrari J50 se presenta en Tokio. Diseñado por Flavio Manzoni junto con el centro de estilo Ferrari, es un automóvil deportivo producido en edición limitada para celebrar los cincuenta años de presencia de Ferrari en Japón.
Sus últimos trabajos incluyen el F12 TdF (Tour de France), la versión más extrema del F12berlinetta, el Ferrari GTC4Lusso, un sofisticado cupé 690 HP de cuatro plazas, el auto deportivo 488GTB y la versión descapotable 488 Spider y California T, con importantes innovaciones técnicas.

En marzo de 2017, en el Salón del Automóvil de Ginebra, se presentó el Ferrari 812 Superfast, concebido por el Ferrari Style Center conducido por Flavio Manzoni. En septiembre, en el Salón del Automóvil de Frankfurt, se presenta el nuevo Ferrari Portofino.

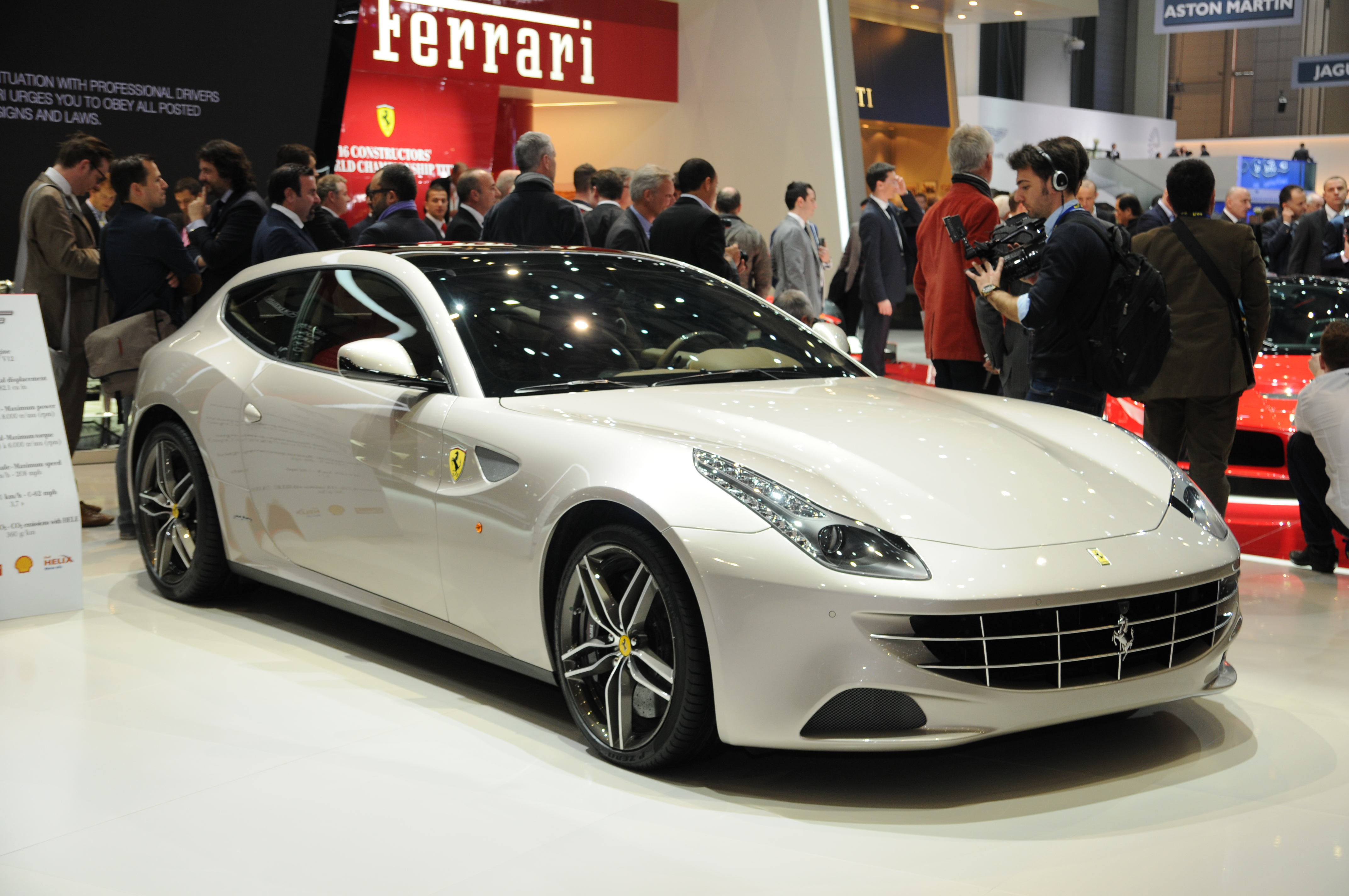
Ferrari FF
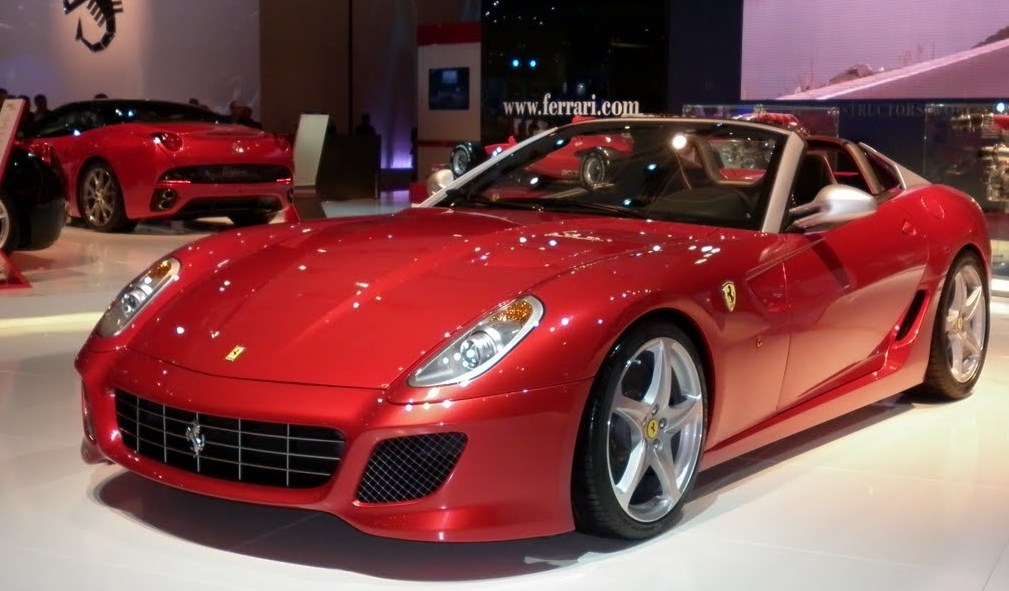
Ferrari SA Aperta
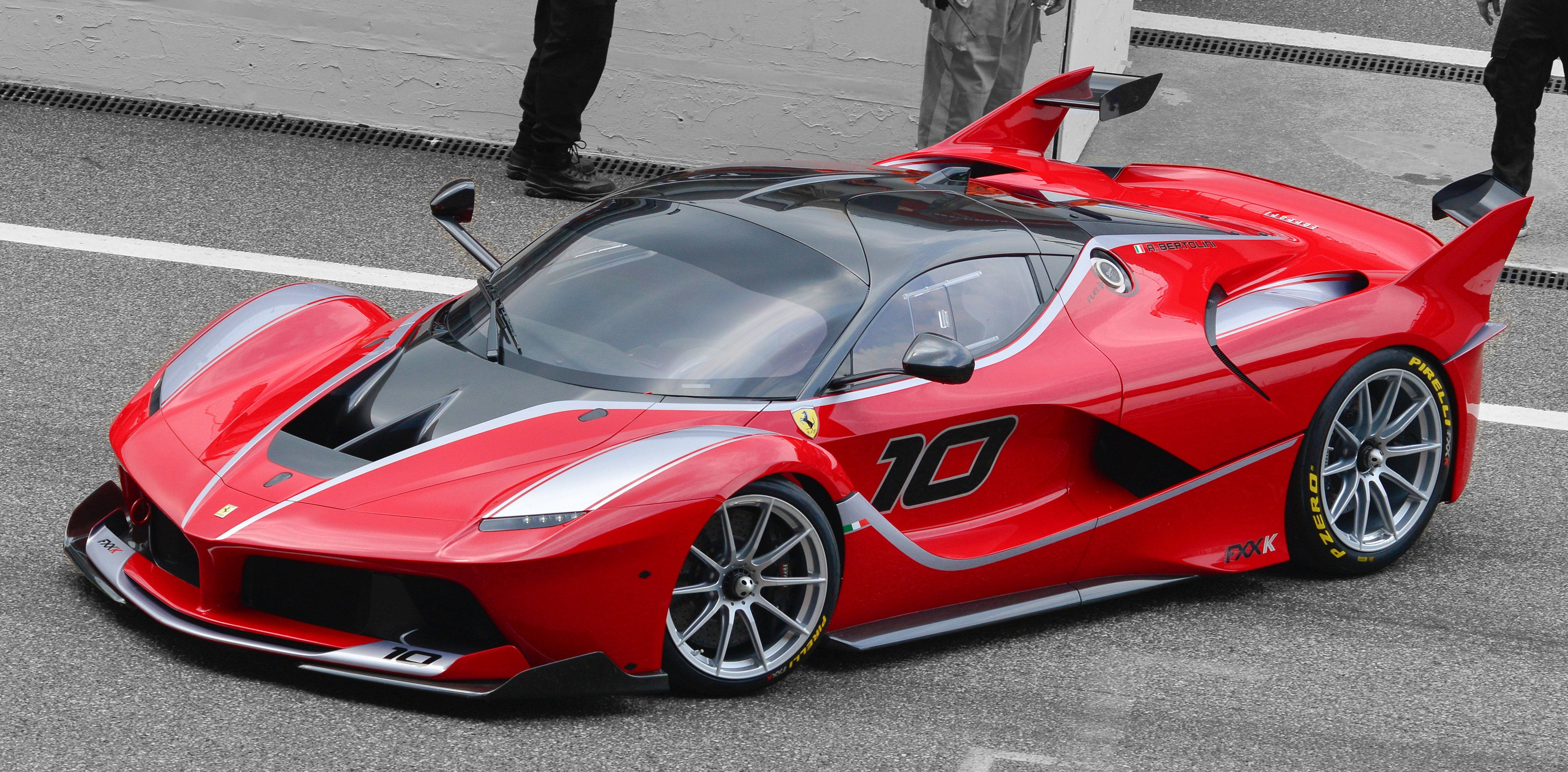
Ferrari FXX K
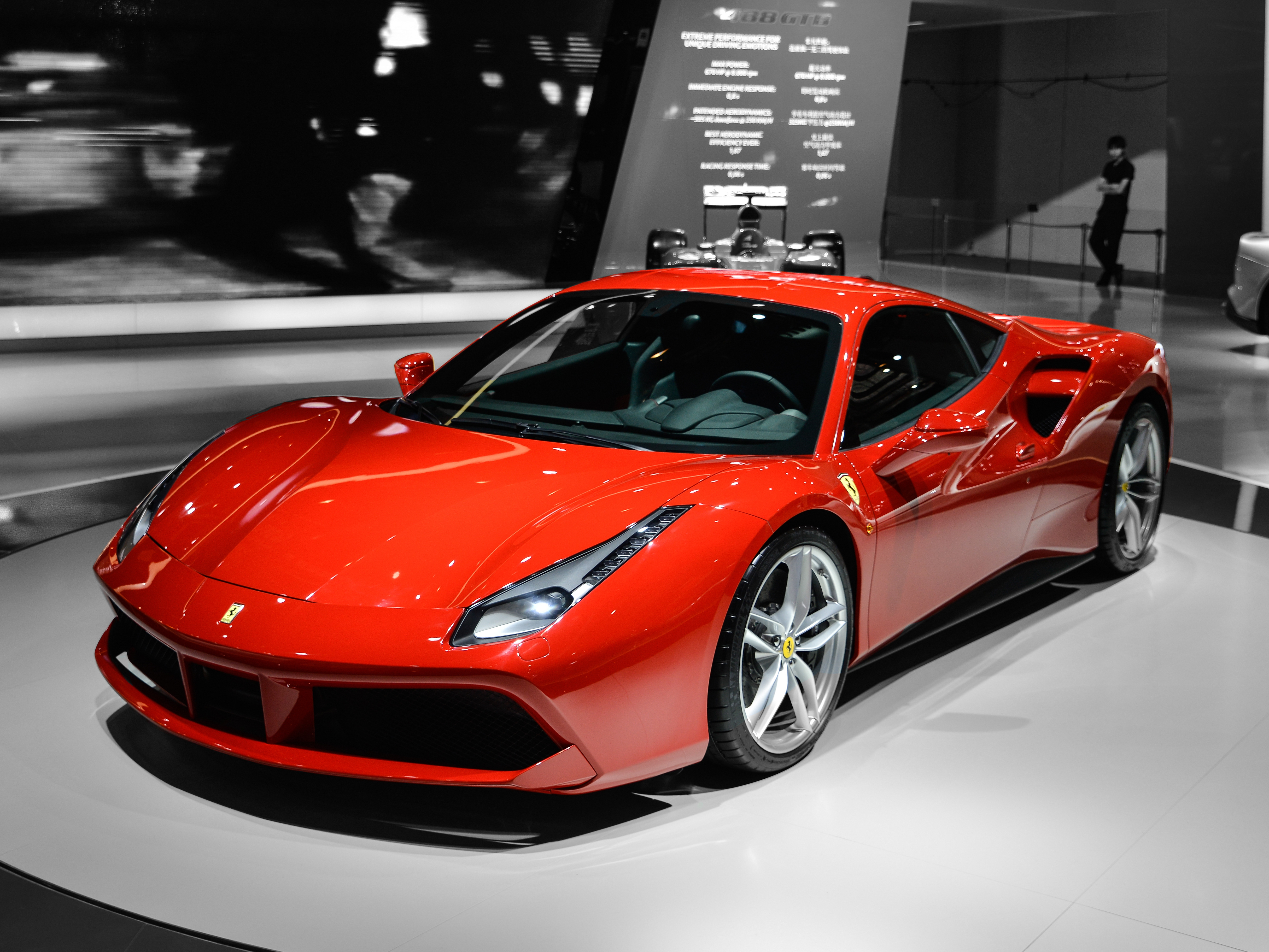
Ferrari 488
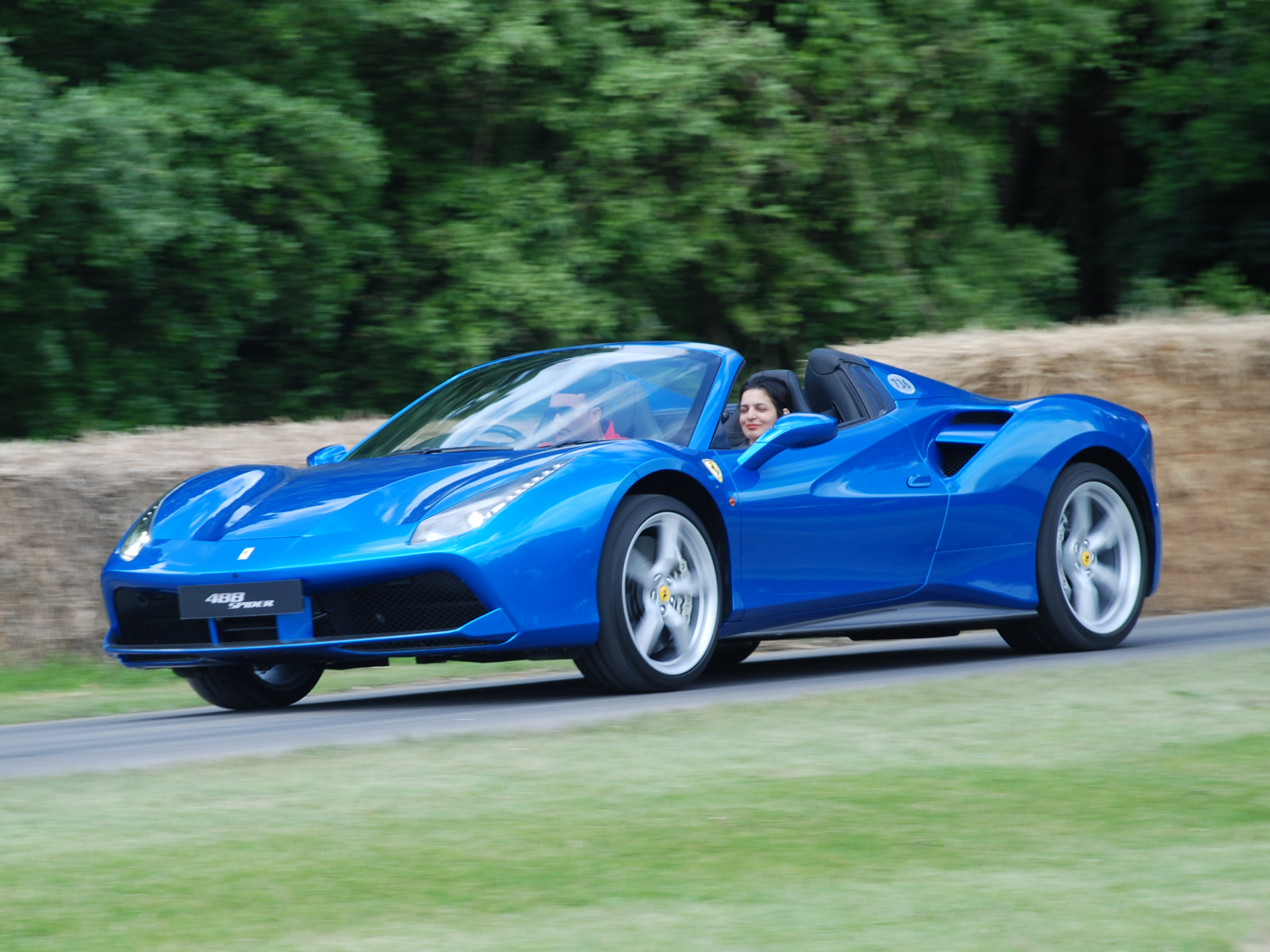
Ferrari 488 Spider

Es responsable del proyecto "Nuevo Centro de Estilo Ferrari" dentro de la planta de producción de Ferrari en Maranello (Módena). El nuevo edificio, inaugurado el 18 de septiembre de 2018, se distribuye en cuatro niveles con espacios naturales y abiertos y el piso superior contiene una sala de alta tecnología para la presentación de los proyectos. El Centro de Stile alberga también el departamento Tailor Made de la compañía.
En la colaboración entre Ferrari y Hublot, la histórica casa de moda relojera de lujo, en 2019 diseñó el reloj Hublot Classic Fusion Ferrari GT, inspirado en el universo Ferrari "Gran Turismo".
La Universidad de Sassari le otorgó un título honorífico en Filología Moderna e Industria Cultural el 28 de junio de 2019 y Manzoni propone una Lectio Doctoralis titulada Ferrari Design El metalenguaje de la forma.
El 28 de mayo de 2024, la Universidad de Florencia le otorgó una maestría honoris causa en Diseño.  Le sigue la Lectio Magistralis de Manzoni titulada El diseño es un murciélago. El título se otorga por contribuir a la evolución y la historia del diseño automotriz.

## Modelos dibujados
- Lancia Dialogos (1998)
- Maserati 3200 GT
- SEAT Tango (2001)

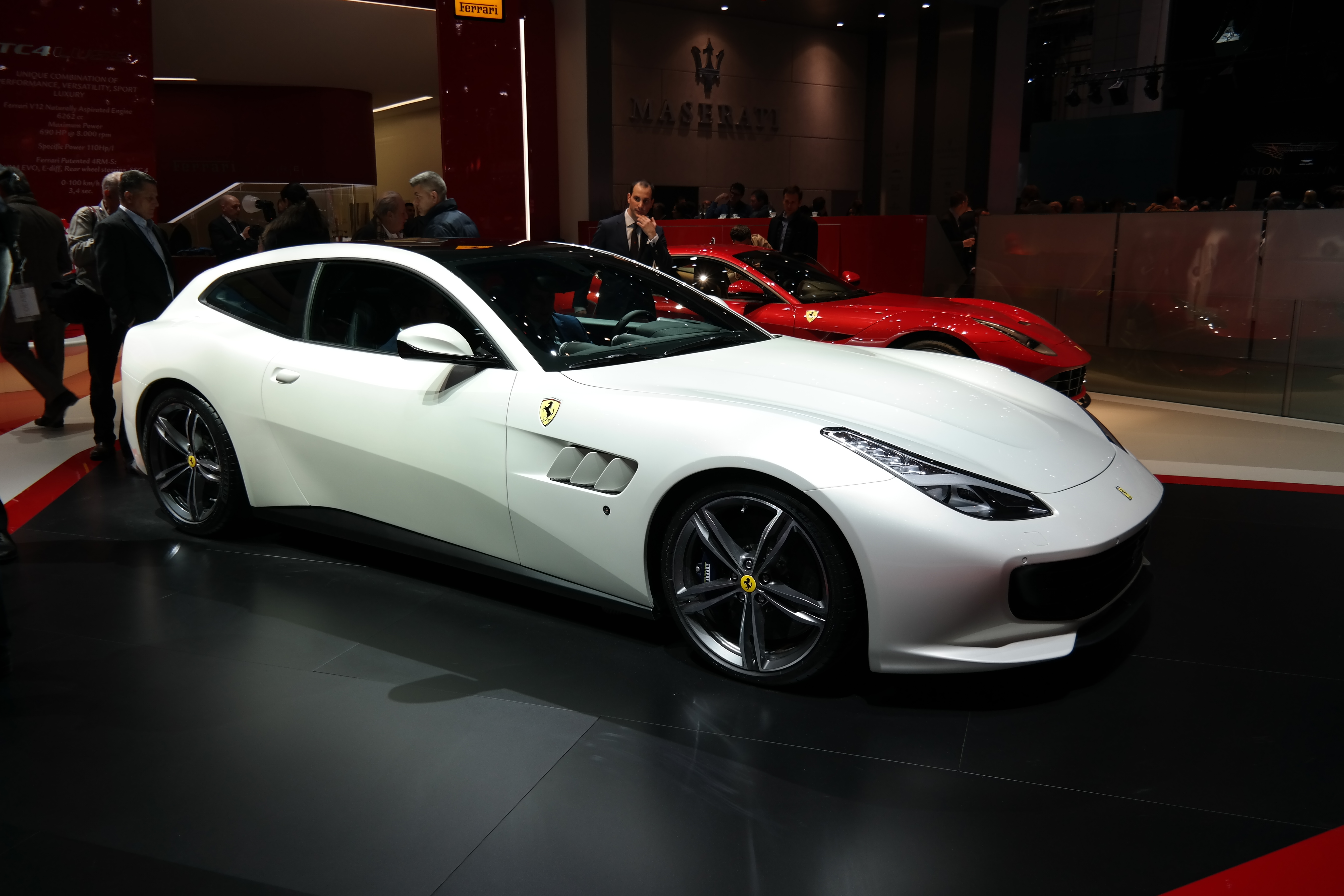
Ferrari GTC4Lusso

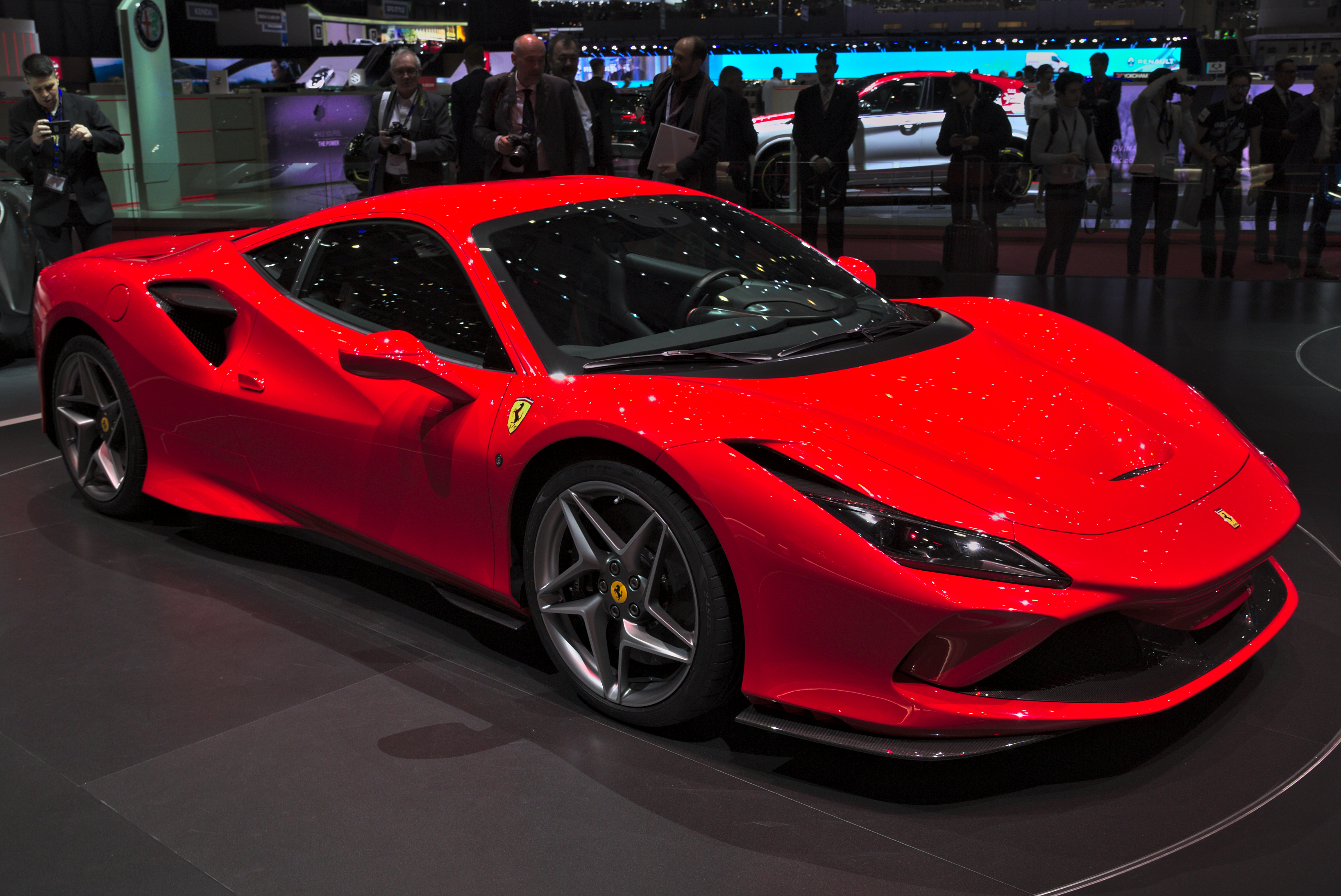
Ferrari F8 Tributo

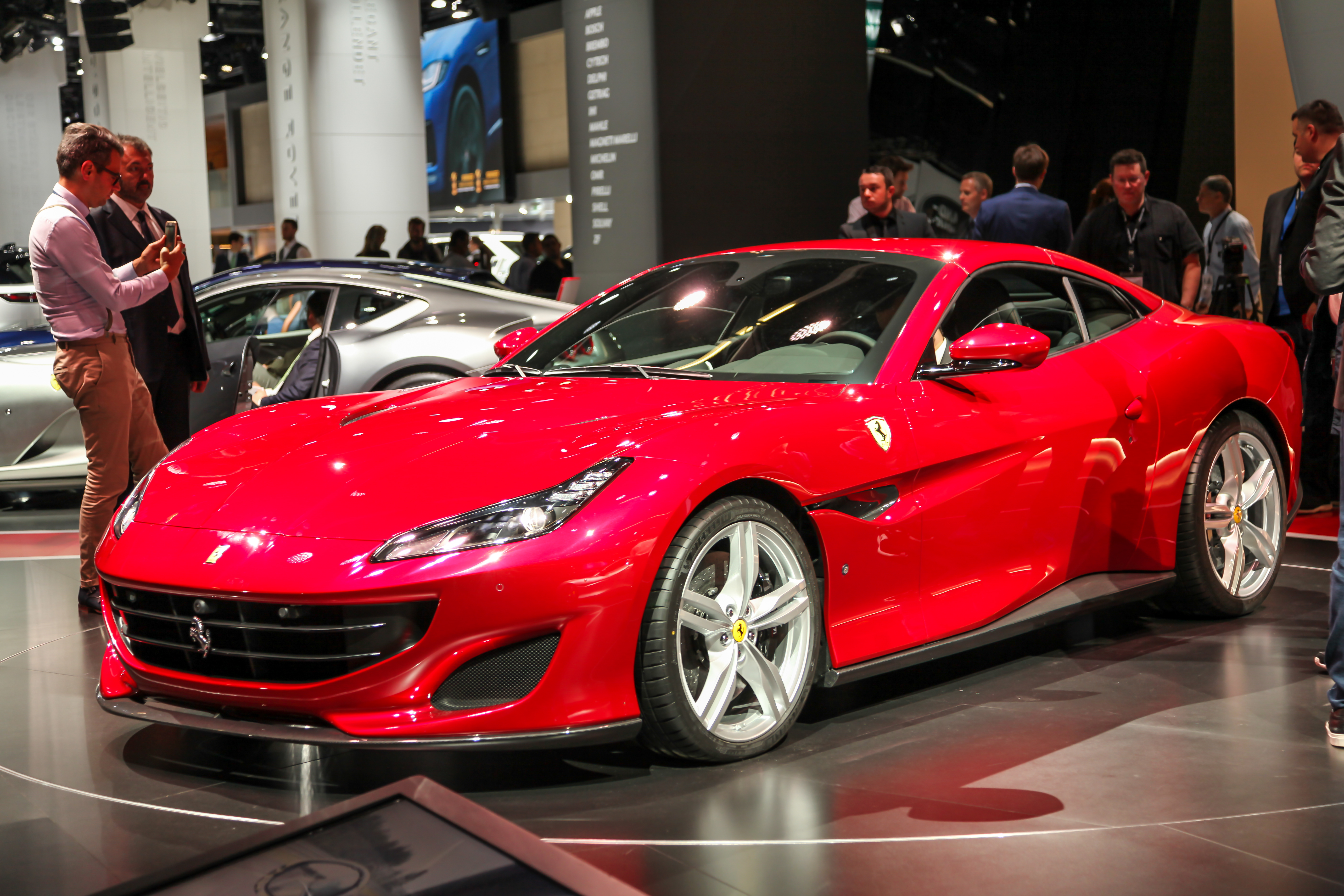
Ferrari Portofino

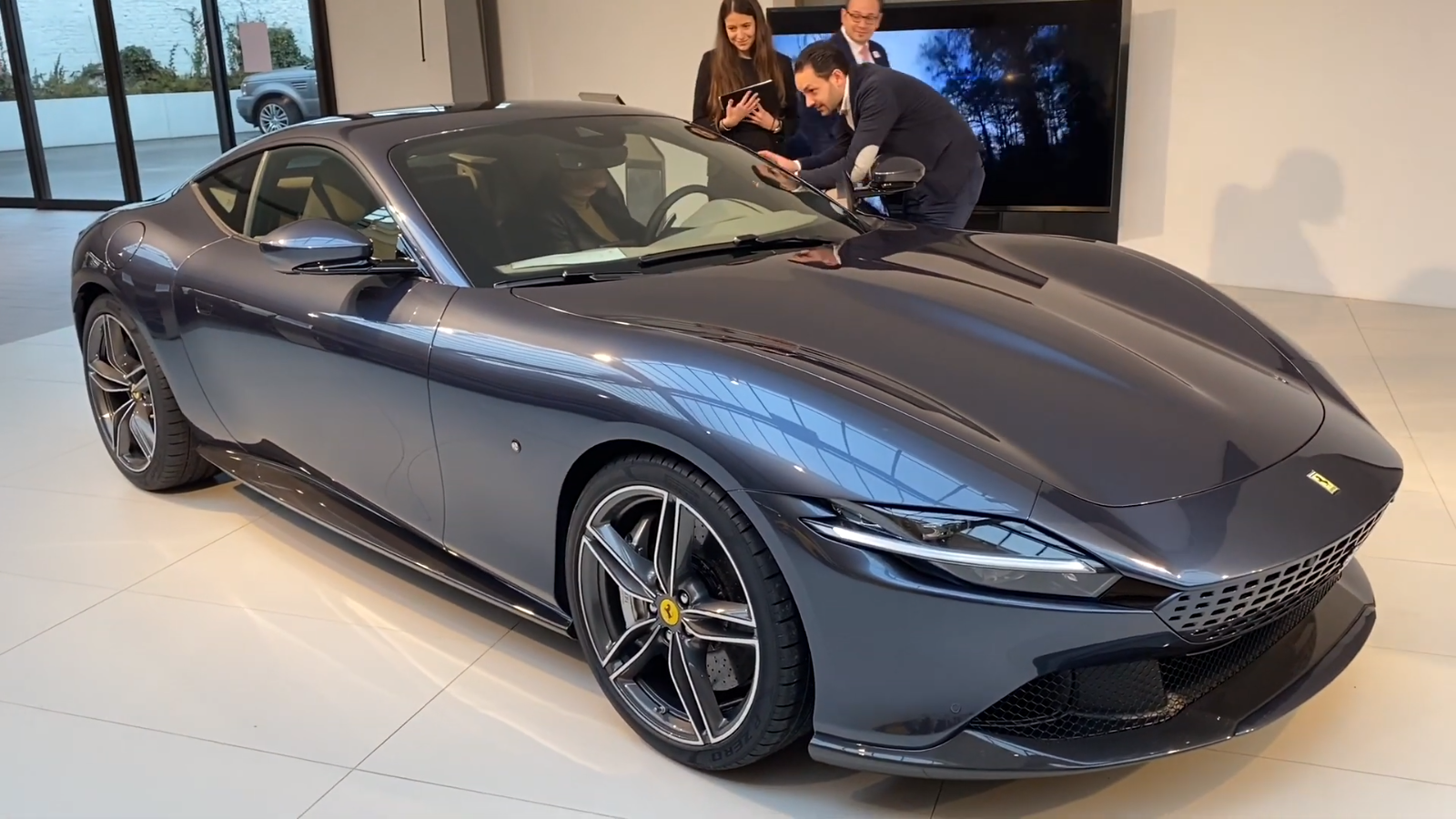
Ferrari Roma

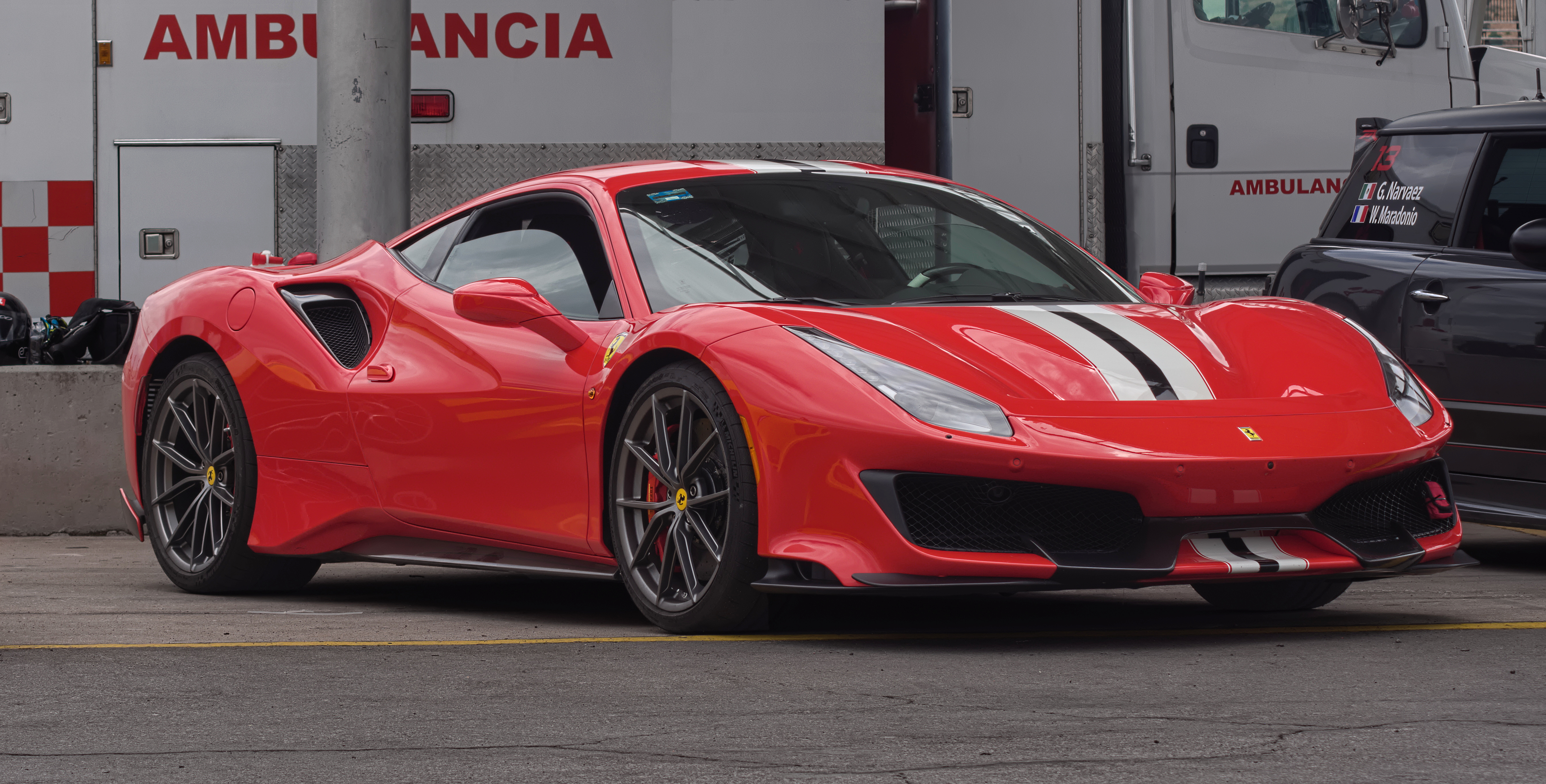
Ferrari 480

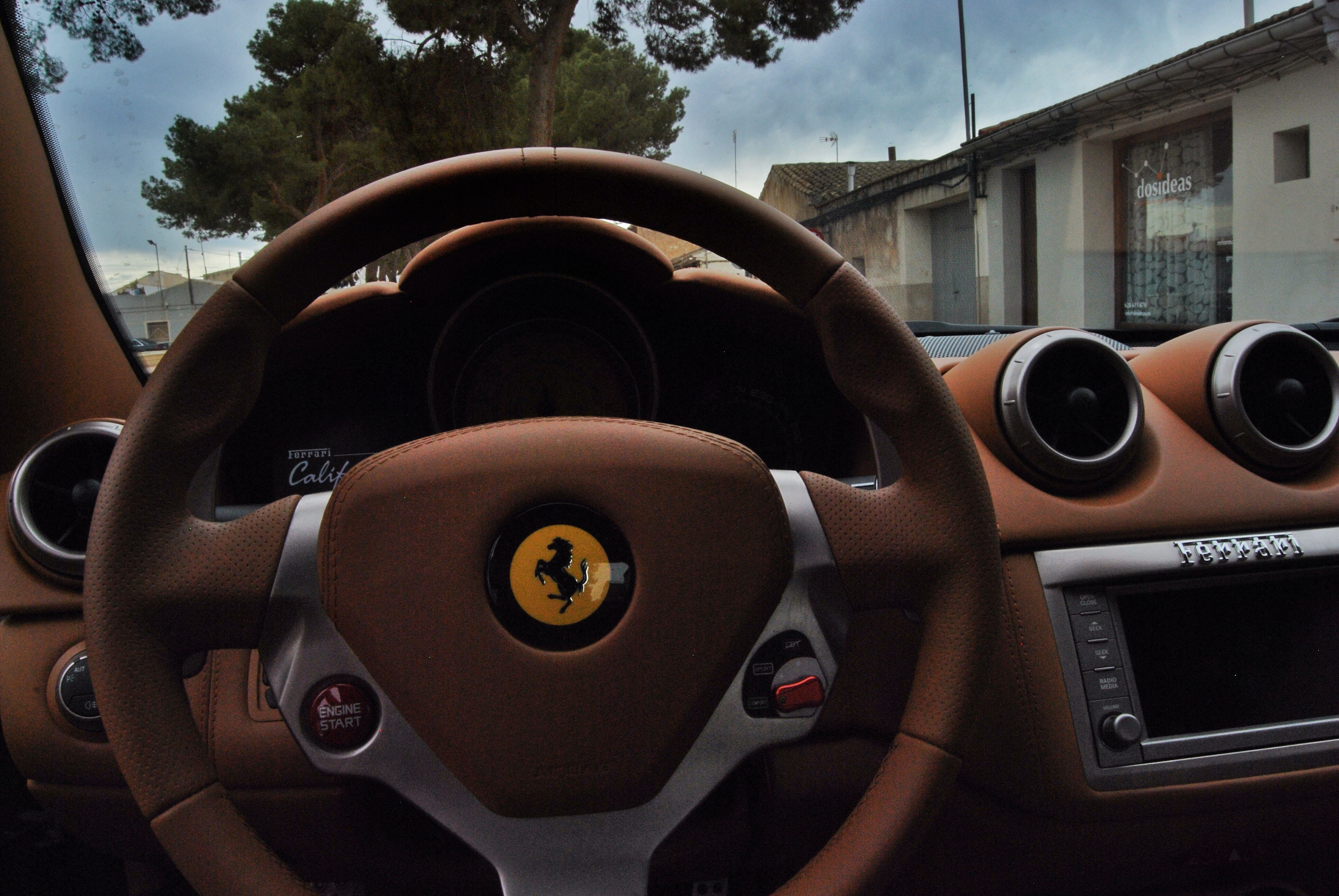
Ferrari California

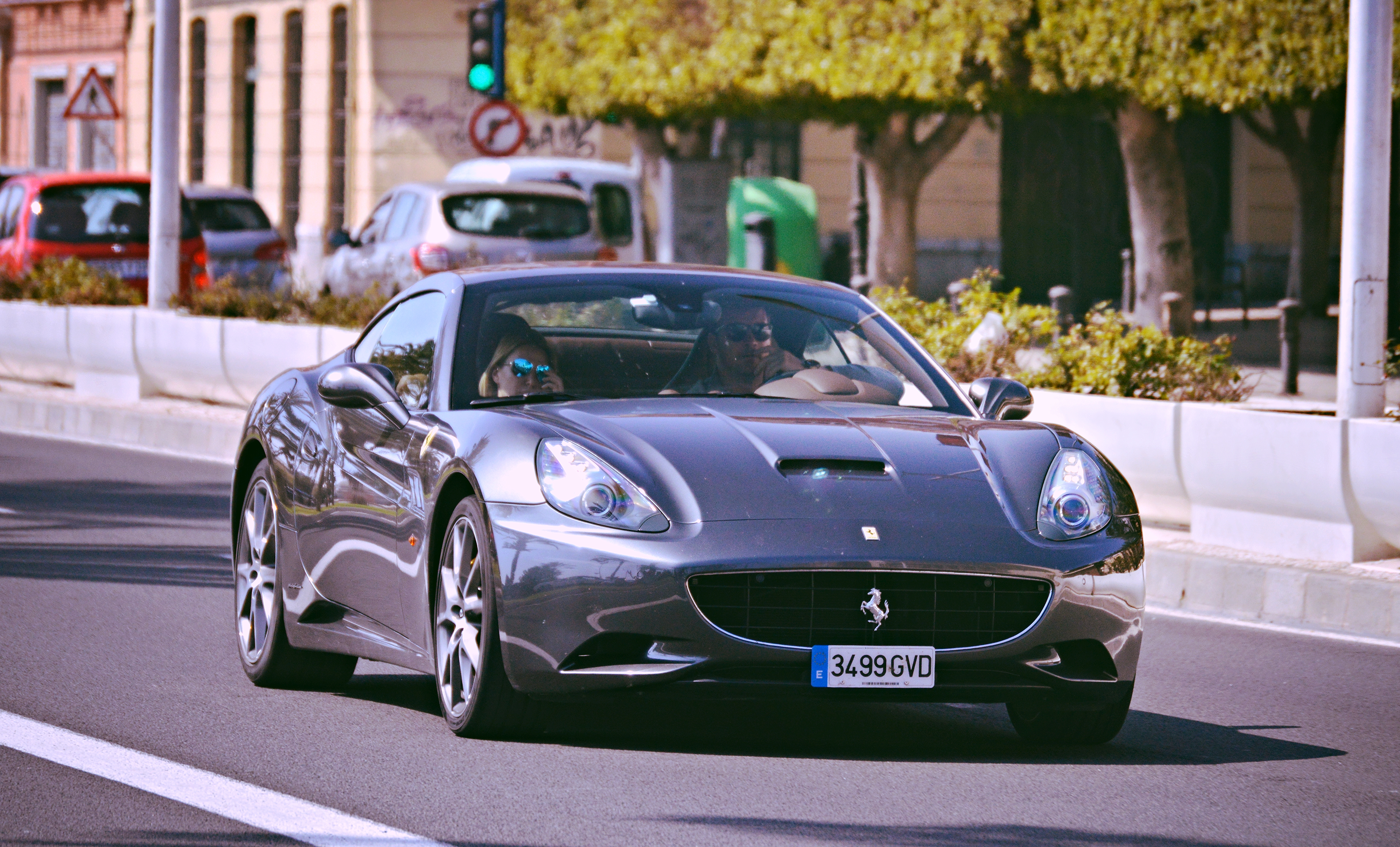
Ferrari California

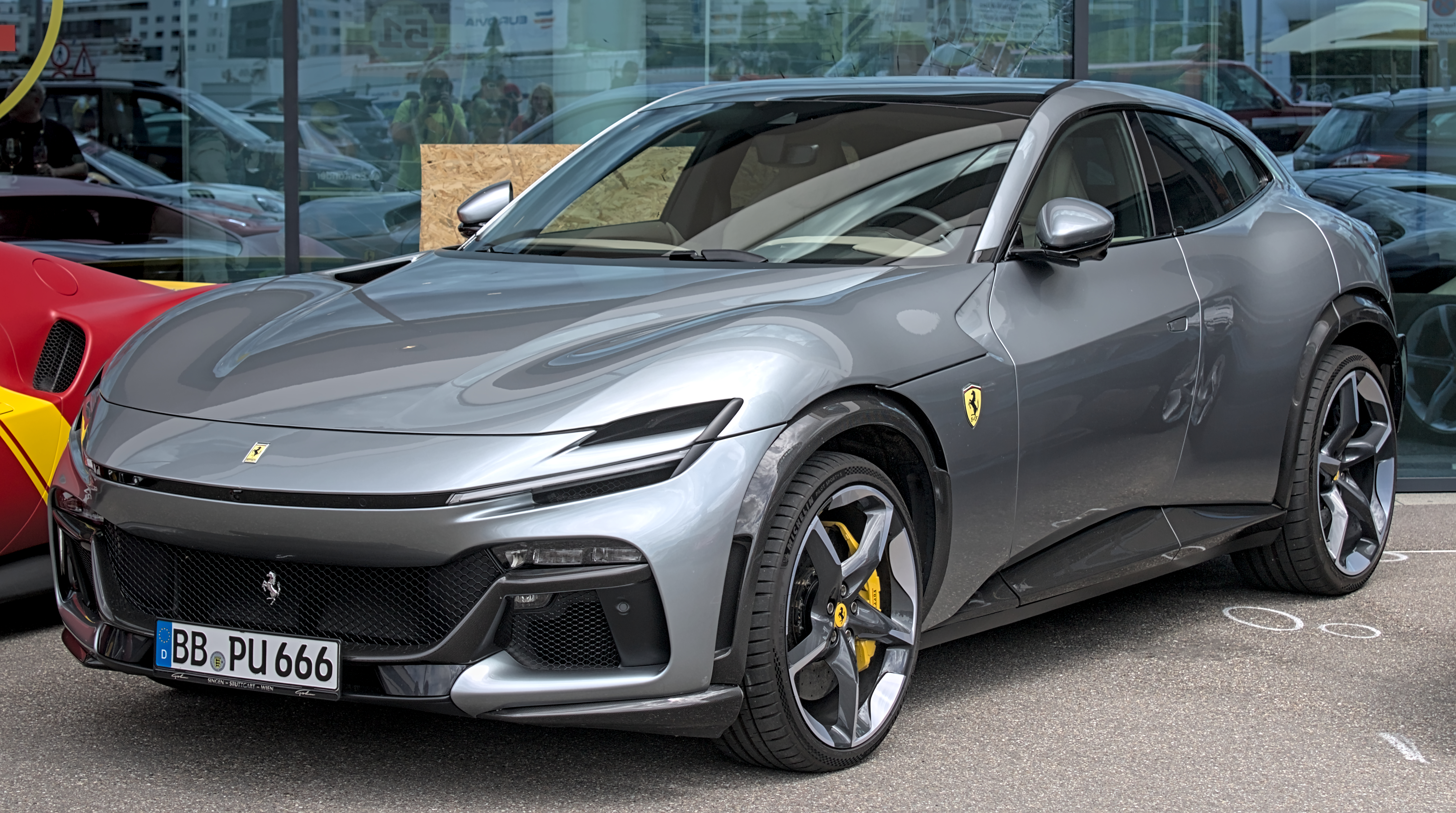
Ferrari Purosangue

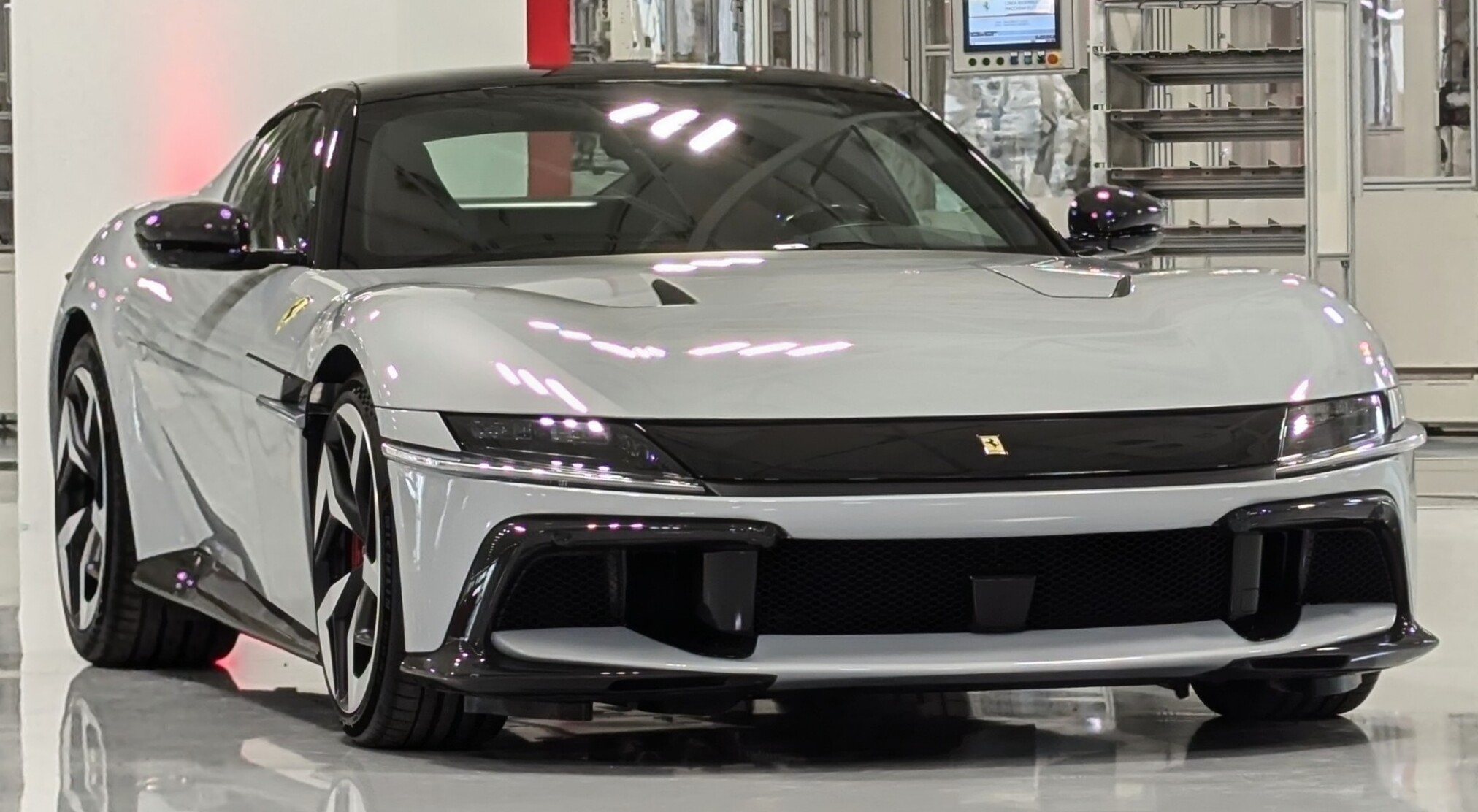
Ferrari 12Cilindri

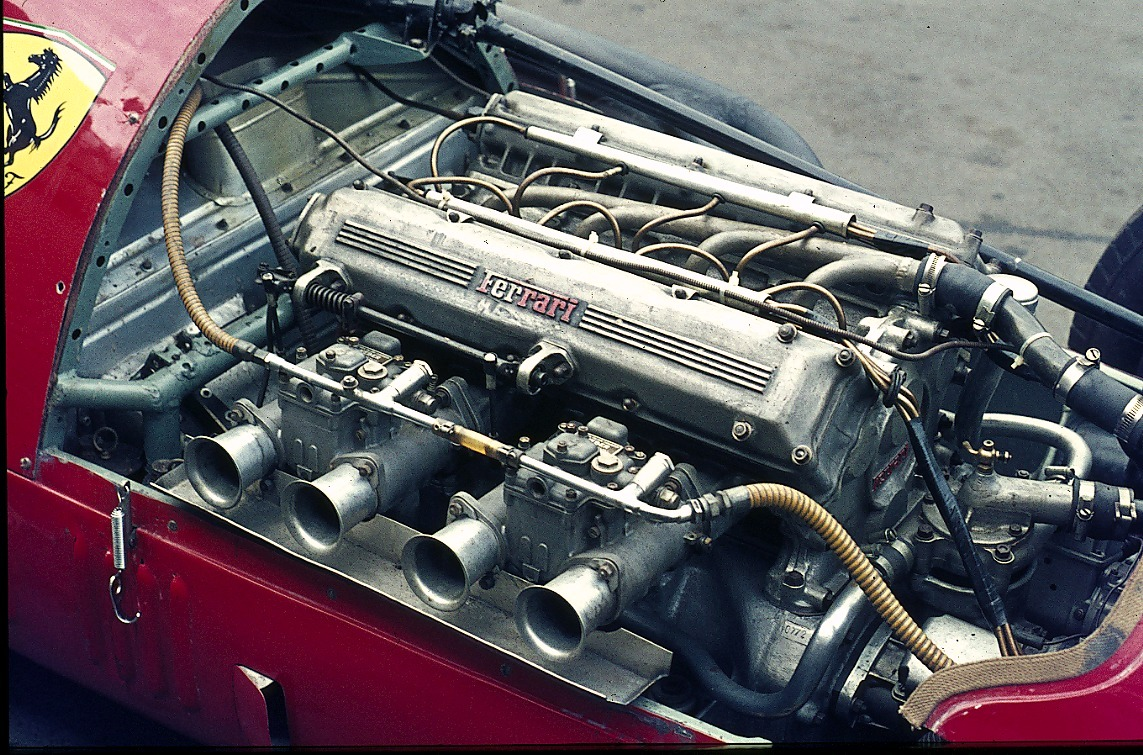
Ferrari 500

- Lancia Granturismo Stilnovo (2003)
- Lancia Fulvia Concept (2003)
- Lancia Ypsilon (2003)
- Lancia Musa (2004)
- Volkswagen Scirocco III (2008)
- Volkswagen Golf VI (2008)
- Volkswagen BlueSport (2009)
- Ferrari 599 SA Aperta (Parigi - 2010)
- Ferrari FF [F151] (Presentazione web - 2011 - con Pininfarina)
- Ferrari Superamerica 45 [SP10] (Cernobbio - 2011)
- Volkswagen Golf VII (2012)
- Ferrari F12 Berlinetta [F152] (Presentazione web - 2012 - con Pininfarina)
- Ferrari GT Aperta One-off [SP15] (2012 - con Pininfarina)
- Ferrari SP12 EC [SP12] (Maranello - 2012 - con Pininfarina)
- Ferrari SP30 [SP14] (Fiorano - 2012)
- Ferrari LaFerrari [F150] (Ginevra - 2013)
- Ferrari 458 Speciale [F142 VS] (Francoforte - 2013)
- Ferrari FFX [SP18] (2013 - con Pininfarina)
- Ferrari California T [F149M] (Maranello - 2014)
- Ferrari SP America [SP20] (2014 - con Pininfarina)
- Ferrari F12 TRS One-off [SP28] (Cavalcade Sicilia - 2014)
- Ferrari 458 Speciale A (Parigi - 2014)
- Ferrari F60 America [FNA] (Beverly Hills - 2014 - con Pininfarina)
- Ferrari FXX-K [F150 XX] (Abu Dhabi - 2014)
- Ferrari Sergio (Abu Dhabi - 2014 - con Pininfarina)
- Ferrari 488 GTB (Ginevra - 2015)
- Ferrari 488 Spider (Francoforte - 2015)
- Ferrari F12 TDF (Mugello - 2015)
- Ferrari GTC4 Lusso (Ginevra - 2016)
- Ferrari GTC4 Lusso T (Parigi - 2016)
- Ferrari 458 MM Speciale [SP32] (Fiorano - 2016)
- Ferrari LaFerrari Aperta (Parigi - 2016)
- Ferrari 488 Challenge (Daytona - 2016)
- Ferrari SP275 RW Competizione One-off (Maranello - 2016 - con Pininfarina)
- Ferrari J50 (Tokyo - 2016)
- Ferrari 812 Superfast [F152M] (Ginevra - 2017)
- Ferrari FXX-K EVO [F150 EVO] (Mugello - 2017)
- Ferrari Portofino [F164] (Francoforte - 2017)
- Ferrari 488 Pista [F142M VS] (Ginevra - 2018)
- Ferrari GS cinquanta [SP37] (Maranello - 2018 - con Pininfarina)
- Ferrari SP38 One-off (Fiorano - 2018)
- Ferrari 488 Pista Spider [F142M VS Spider] (Pebble Beach - 2018)
- Ferrari Monza SP1 [F176] (Maranello - 2018)
- Ferrari Monza SP2 [SP40] (Maranello - 2018)
- Ferrari SP3JC [SP39] (Fiorano - 2018)
- Ferrari P80/C [SP36] (Maranello - 2019)
- Ferrari F8 Tributo [F142M FL] (Maranello - 2019)
- Ferrari SF90 Stradale [F173] (Maranello - 2019)
- Ferrari F8 Spider [F142M FL Spider] (Maranello - 2019)
- Ferrari 812GTS [F152M RHT] (Maranello - 2019)
- Ferrari 488 Challenge EVO [F142 CHP EVO] (Mugello - 2019)
- Ferrari F169 [Roma] (Roma - 2019)
- Ferrari Portofino M [F164 FL] (Maranello - 2020)
- Ferrari Omologata One-off [SP43] (Fiorano - 2020)
- Ferrari SF90 Spider [F173 Spider] (Presentazione web - 2020)
- Ferrari 812 Competizione [F152M VS] (2021)
- Ferrari 812 Competizione A [F152M VS Targa] (2021)
- Ferrari 296 GTB [F171 Cupé] (2021)
- Ferrari Daytona SP3 [F150 BD] (2021)
- Ferrari BR20 [SP46] (Presentazione web - 2021 - con GranStudio)
- Ferrari 296 GTS [F171 Spider] (2022)
- Ferrari SP48 Unica [SP48] (Fiorano - 2022)
- Ferrari Purosangue (Lajatico - 2022)
- Ferrari SP51 One-off (Maranello - 2022)
- Ferrari 499P (Imola - 2022)
- Ferrari Vision Gran Turismo (Montecarlo - 2022)
- Ferrari SF90 XX Stradale (2023)
- Ferrari SF90 XX Spider (2023)
- Ferrari KC23 (2023)
- Ferrari12Cilindri (2024)

### FBX - Ferrari Brand Extension
- Poltrona Cockpit (2017)
- Ferrari/Hublot Techframe (Basilea - 2017)
- Ferrari/Hublot Classic Fusion GT (Basilea - 2019)
- RM UP-01 Ferrari/Richard Mille (2022)

### Edificios
- Nuovo Centro Stile (Maranello - 2018)

## Agradecimientos
2012
- Auto Bild Design Award - F12berlinetta - Hamburg

2013
- Design Award Autoscout24 - LaFerrari – München
- Mamuthone ad honorem - Cagliari

2014
- Compasso d’Oro ADI - Ferrari F12berlinetta - Milan
- Auto Design Award - LaFerrari - Geneva
- Born Ultimate Design for Ferrari Cars - Courchevel

2015
- Red Dot Best of The Best - Ferrari FXX-K - Essen
- Red Dot - Ferrari LaFerrari - Essen
- Red Dot - Ferrari California T – Essen

2016
- Compasso d’Oro ADI - Ferrari FXX-K - Milan
- iF Gold Design Award - Ferrari FXX-K - München
- iF Design Award - Ferrari 488 GTB - Munchen
- iF Design Award - Ferrari 488 Spider - München
- Red Dot Best of The Best - Ferrari 488 GTB - Essen
- Autonis Design Award - Ferrari 488 Spider - Stuttgart
- Good Design Award Chicago Athenaeum - Ferrari F12tdf - Chicago
- Good Design Award Chicago Athenaeum - Ferrari 488 Spider - Chicago

2017
- Most Beautiful Supercar of the Year - International Automobile Festival - Ferrari GTC4Lusso – Paris
- Good Design Award Chicago Athenaeum - Ferrari GTC4Lusso - Chicago
- Good Design Award Chicago Athenaeum - Ferrari J50 - Chicago
- Good Design Award Chicago Athenaeum - Ferrari 812 Superfast - Chicago
- iF Gold Design Award - Ferrari GTC4Lusso - München
- iF Design Award - Ferrari 458 MM Speciale – München
- Red Dot - LaFerrari Aperta - Essen
- Red Dot - Ferrari GTC4Lusso - Essen
- Red Dot - 458MM Speciale - Essen
- Red Dot Best of The Best - Ferrari J50- Essen

2018
- iF Design Award - LaFerrari Aperta – München
- iF Gold Design Award - Ferrari J50 – München
- Red Dot Design Award- Ferrari FXX-K Evo – Essen
- Red Dot Design Award- Ferrari 812 Superfast – Essen
- Red Dot Best of The Best – Ferrari Portofino – Essen
- Design Award for Concept Cars & Prototypes Concorso d’Eleganza Villa d’Este – Ferrari SP38 - Cernobbio
- Auto Europa 2019 Uiga – Ferrari Portofino – Roma
- Menzione d’onore Compasso d’oro ADI – Ferrari J50

2019
- Most Beautiful Supercar of the Year - Ferrari Monza SP2 – Paris
- iF Design Award – Ferrari 488 Pista – München
- iF Design Award – Ferrari SP38 – München
- iF Design Award – Ferrari Portofino – München
- iF Gold Design Award – Ferrari Monza SP1 – München
- Red Dot Design Team of the Year 2019 - Flavio Manzoni and the Ferrari Design Team – Essen
- Red Dot Best of The Best – Ferrari Monza SP1 – Essen
- Red Dot Design Award– Ferrari 488 Pista – Essen
- Red Dot Design Award – Ferrari SP38 – Essen
- Award “Design” Orologio dell'Anno– Classic Fusion Ferrari GT – Milan
- Good Design Award Chicago Athenaeum - Ferrari Monza SP1 – Chicago
- Good Design Award Chicago Athenaeum - Ferrari SF90 Stradale – Chicago
- American Prize for Design - Chicago Athenaeum and The European Centre for Architecture Art Design and Urban Studies

2020
- Most Beautiful Supercar of the Year - Ferrari Roma – Paris
- iF Gold Award Design Award– Ferrari SF90 Stradale – München
- iF Design Award – Ferrari F8 Tributo – München
- iF Design Award – Ferrari P80/C– München
- Red Dot Best of The Best – Ferrari SF90 Stradale – Essen
- Red Dot Design Award– Ferrari Roma – Essen
- Red Dot Design Award – Ferrari F8 Tributo – Essen
- XXVI PREMIO COMPASSO D’ORO – Ferrari Monza SP1- Milano
- Car Design Award 2020 – Ferrari Roma – Milano;
- Good Design Award Chicago Athenaeum - Ferrari Roma – Chicago

2021
- Red Dot Design Award – Ferrari SF90 Spider – Essen
- Red Dot Design Award – Ferrari Omologata– Essen
- iF Design Award – Ferrari Roma
- iF Design Award – Ferrari SF90 Spider
- AUTONIS - Best New Design 2021-Auto Motor und Sport - Ferrari Portofino M
- Most Beautiful Supercar of the Year - Ferrari Daytona SP3 – Paris
- Good Design Award Chicago Athenaeum - Ferrari 812 Competizione – Chicago
- Good Design Award Chicago Athenaeum - Ferrari 812 Competizione A – Chicago
- Good Design Award Chicago Athenaeum - Ferrari SF90 Spider – Chicago
- Good Design Award Chicago Athenaeum - Ferrari Omologata – Chicago

2022
- Red Dot Best of The Best – Ferrari Daytona SP3 – Essen
- Red Dot Design Award– Ferrari 296 GTB – Essen
- Red Dot Design Award– Ferrari Competizione – Essen
- Red Dot Design Award– Ferrari Competizione A – Essen
- iF Design Award – Ferrari 296 GTB
- iF Design Award – Ferrari Competizione
- iF Design Award – Ferrari Competizione A
- Car Design Award 2022 – Ferrari 296 GTB – Milano;
- EyesOn Design Award 2022 – Ferrari Daytona SP3;
- AUTONIS - Auto Motor und Sport - Best New Design 2022 (TBC)- Ferrari 296 GTB
- Supercar Of The Year at the TopGear Awards - Ferrari 296 GTB;
- Grand Prix du Design- Automobile Awards 2022 - Ferrari Daytona SP3;
- Good Design Award Chicago Athenaeum - Ferrari Daytona SP3;
- Good Design Award Chicago Athenaeum - Ferrari SP48 Unica;
- Good Design Award Chicago Athenaeum - Ferrari 296 GTB;
- Good Design Award Chicago Athenaeum - Ferrari 296 GTS

2023
- Car Design Award 2023 – Ferrari Purosangue – Milano;
- Car Design Award 2023 – Ferrari brand design Language – Milano;
- Red Dot Best of The Best – Ferrari Purosangue – Essen
- Red Dot Best of The Best – Ferrari Vision Gran Turismo – Essen
- Red Dot Design Award – Ferrari 296 GTS – Essen

2024
- Compasso d’Oro ADI - Ferrari Purosangue - Milan

## Objetos de diseño
- Madreterra - versión gigante de la lámpara de mesa "The Great JJ" (2014)[12]
- Techframe Ferrari 70 Years Tourbillon Chronograph - reloj Hublot (2017)[13]
- Manifiesto Nuoro Jazz - 2020[14]
- Montblanc Ferrari Stilema SP3 - 2023[15]